# Urania's Mirror

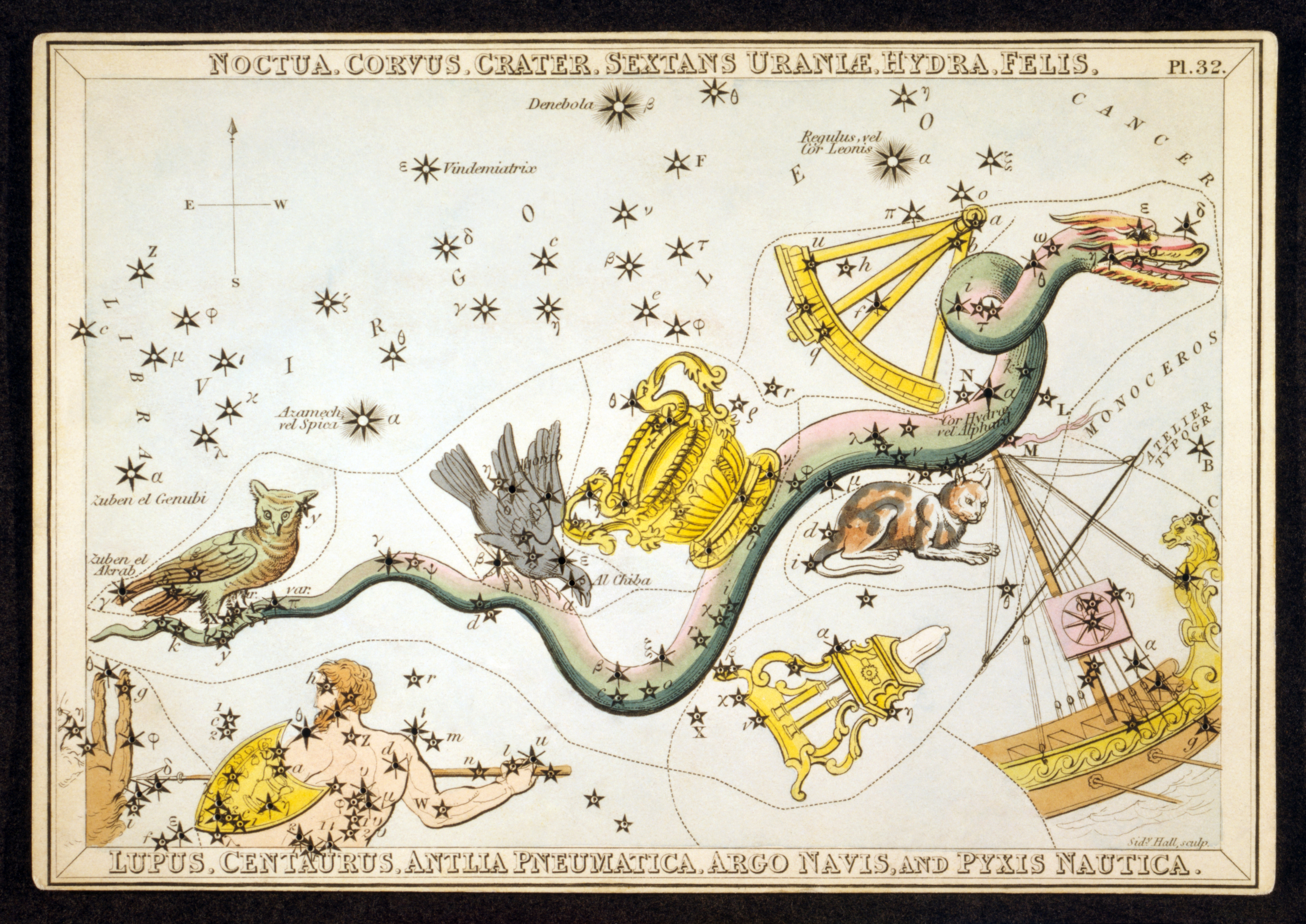
La tavola 32 illustra dodici costellazioni: nove (Corvo, Cratere, Sextans [Sextans Uraniæ], Idra, Lupo, Centauro, Macchina Pneumatica [Antlia Pneumatica] e Bussola [Pyxis Nautica]) tuttora riconosciute, una (Nave Argo) oggi suddivisa in più parti e due (Civetta e Gatto) obsolete.

Urania's Mirror; or, a view of the Heavens (Lo Specchio di Urania) è una serie di 32 carte celesti pubblicata per la prima volta nel novembre del 1824. Comprendeva illustrazioni basate su quelle presenti nell'Atlante Celeste (A Celestial Atlas) di Alexander Jamieson, ma con l'aggiunta di fori creati con un punteruolo che permettevano di rappresentare con la luce le stelle delle varie costellazioni. I disegni furono incisi da Sidney Hall e si diceva che fossero stati realizzati da «una signora», anche se pare che siano stati opera del reverendo Richard Rouse Bloxam, un assistente alla Rugby School
La copertina del set di tavole mostrava una rappresentazione di Urania, la musa dell'astronomia, e ad esso si accompagnava un libro intitolato A Familiar Treatise on Astronomy... («Trattato Familiare sull'Astronomia»). Peter Hingley, il ricercatore cui dobbiamo la risoluzione del mistero di chi abbia disegnato le carte centocinquant'anni dopo la loro pubblicazione, considerava quest'opera tra le più interessanti carte stellari prodotte agli inizi del XIX secolo.

## Descrizione

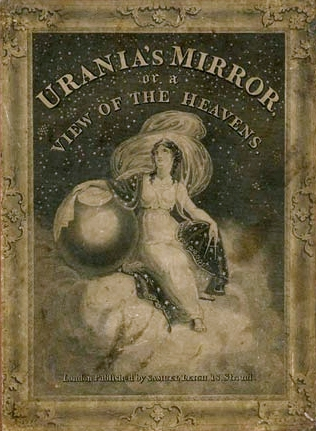
Il coperchio della scatola, raffigurante Urania.

In Urania's Mirror sono illustrate 79 costellazioni, alcune delle quali sono ormai obsolete o integrate in altre costellazioni, come Caput Medusæ (la testa di Medusa), ora parte della costellazione di Perseo. L'opera venne originariamente pubblicizzata come l'insieme di «tutte le costellazioni visibili nell'Impero britannico», ma, in effetti, ometteva le costellazioni australi e, a partire dalla seconda edizione (1825), gli annunci affermavano semplicemente che si trattava della raffigurazione delle costellazioni visibili dalla «Gran Bretagna». Alcune tavole si concentrano su una singola costellazione, ma altre ne includono diverse, come la tavola 32, focalizzata sull'Idra, che ne raffigura dodici (alcune delle quali non più riconosciute). La tavola 28 ne presenta sei, e nessun'altra ne contiene più di quattro. Ogni tavola misura circa 20 cm per 14. Un libro di Jehoshaphat Aspin intitolato Trattato Familiare sull'Astronomia (o, per dare il nome completo, Trattato Familiare sull'Astronomia, spiegante i Fenomeni Generali degli Organi Celesti, con Numerose Illustrazioni Grafiche) venne scritto per accompagnare queste tavole. Sia il libro che le tavole furono originariamente pubblicati da Samuel Leigh, 18 Strand, Londra, anche se la casa editrice si era trasferita al 421 Strand e cambiò il suo nome in M. A. Leigh a partire dalla quarta edizione. Le tavole e il libro venivano venduti in una scatola raffigurante una donna, quasi certamente Urania, la musa dell'astronomia.
P. D. Hingley, riferendosi a quest'opera, l'ha definita «uno dei più affascinanti e visivamente attraenti tra i molti supporti all'astronomia autodidattica prodotti nei primi anni del diciannovesimo secolo». Nella versione principale, i fori delle stelle permettevano di vedere la costellazione quando si poneva la mappa davanti a una luce, e producevano una rappresentazione abbastanza realistica della costellazione stessa, in quanto le dimensioni dei fori contrassegnati corrispondevano alla magnitudine delle stelle. Ian Ridpath concorda su questo e descrive l'idea come una «caratteristica attraente», pur rilevando che, a causa della luce dell'epoca fornita principalmente da candele, molte tavole probabilmente andavano in fiamme a causa della mancanza di attenzione che si aveva nel cercare di tenerle davanti alla fiamma. Lo stesso studioso cita anche altri tre tentativi di riprodurre le costellazioni con la luce - Atlas céleste (1826) di Franz Niklaus König (1826), Himmels-Atlas in transparenten Karten (1850) di Friedrich Braun e Himmelsatlas (1851) di Otto Möllinger -, ma afferma che tutte queste erano prive della maestria di Urania's Mirror.

## La fonte originaria,A Celestial Atlas

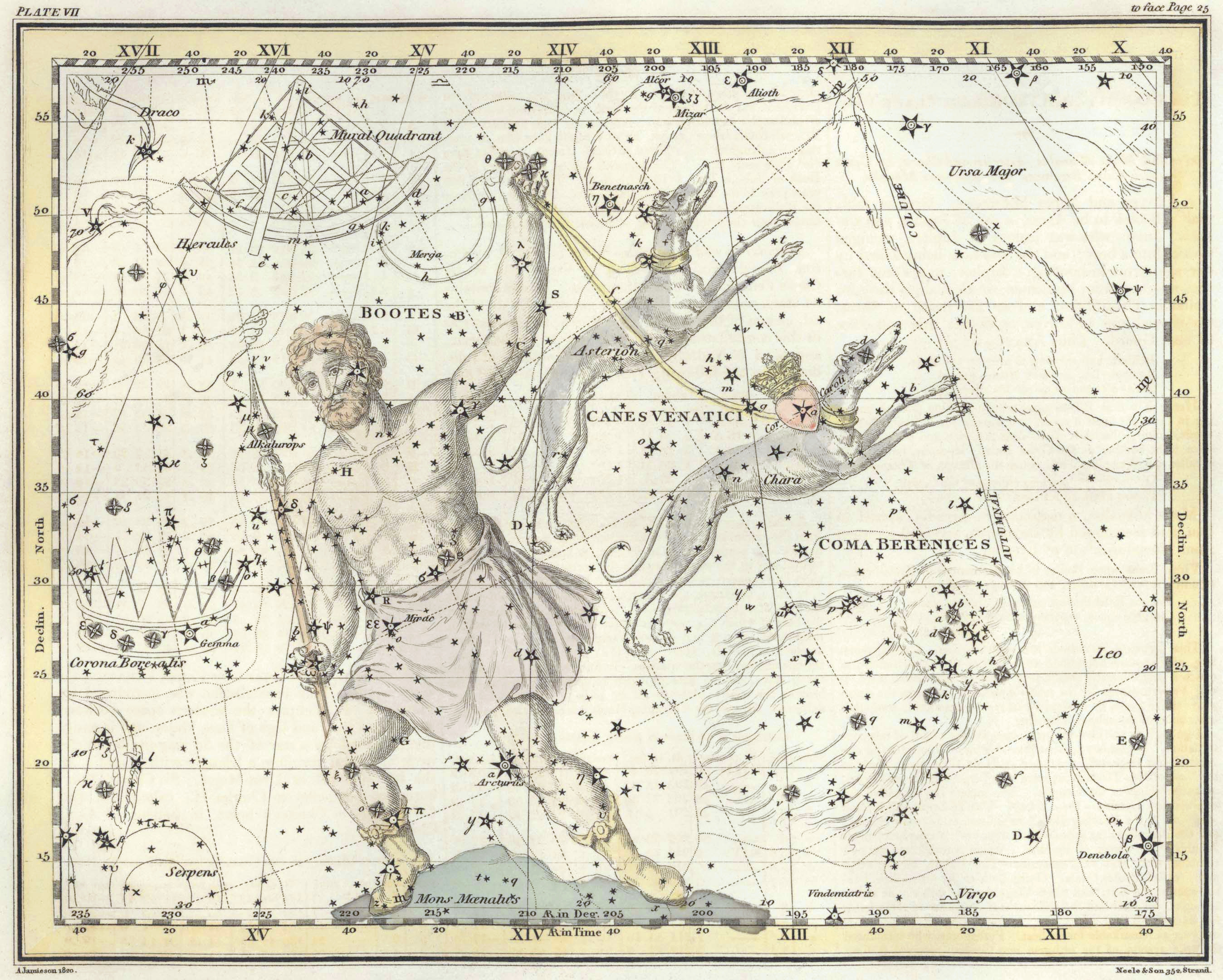
A Celestial Atlas (tav. 7)
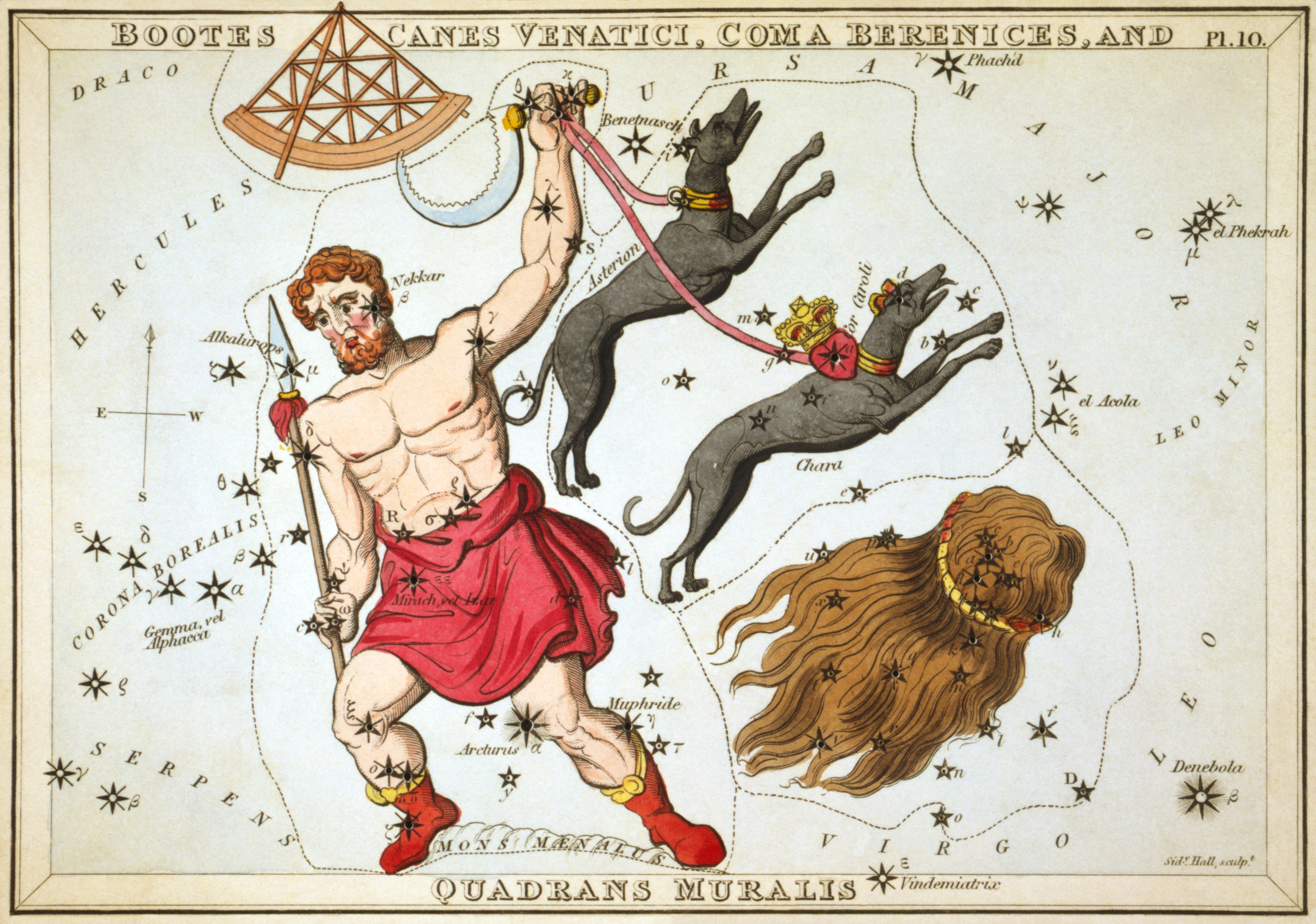
Urania's Mirror (tav. 10)

I disegni delle costellazioni ricalcano direttamente quelli di A Celestial Atlas di Alexander Jamieson, pubblicato circa tre anni prima, ma comprendono anche alcune novità, comprese le nuove costellazioni della Civetta (Noctua) e del Nilometro (Norma Nilotica) - uno strumento utilizzato per misurare le piene del Nilo -, tenuto in mano dall'Acquario (Aquarius).

## Chi disegnòUrania's Mirror?

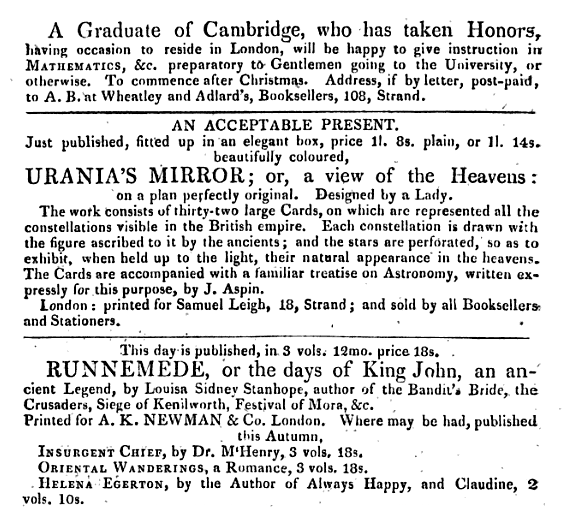
Questo manifesto di Urania's Mirror del dicembre del 1824 suggerisce l'opera come regalo di Natale «accettabile».

I manifesti che pubblicizzavano Urania's Mirror, così come l'introduzione del libro che accompagnava l'opera, A Familiar Treatise on Astronomy, accreditano i disegni delle tavole semplicemente ad una «signora», che nell'introduzione del libro viene descritta come «giovane». Questa affermazione ha spinto gli studiosi a formulare le più varie speculazioni: alcuni ritenevano che i disegni fossero opera di importanti astronome dell'epoca come Caroline Herschel o Mary Somerville, altri li accreditavano all'incisore Sidney Hall, ma nessuna ipotesi è mai stata ritenuta particolarmente credibile. La vera identità del disegnatore è rimasta ignota per circa 170 anni: poi, nel 1994, mentre stava archiviando i certificati delle elezioni anticipate usati per proporre nuovi membri per la Royal Astronomical Society, P. D. Hingley ne trovò uno che proponeva il reverendo Richard Rouse Bloxam, dichiarandolo «autore di Urania's Mirror». Sebbene avesse avuto dei figli che ricoprirono cariche importanti, di lui non conosciamo altre pubblicazioni, e la sua principale distinzione è stata quella di avere lavorato come assistente alla Rugby School per 38 anni.
Le ragioni del perché il vero autore abbia cercato di nascondere la sua identità sono sconosciute. Hingley afferma che molte pubblicazioni dell'epoca cercarono di suggerire che le donne avessero avuto un ruolo nella loro creazione, forse per cercare di affievolire la situazione in un periodo di disordini per l'emancipazione femminile. Lo stesso autore suggerisce che l'anonimato potrebbe essere stato necessario per proteggere la posizione di Bloxam presso la Rugby, ma fa notare che la Rugby era una scuola piuttosto progressista, il che rende questo improbabile; infine, adduce come spiegazione la semplice modestia. Ian Ridpath, notando il plagio dei disegni di A Celestial Atlas, suggerisce che questo da solo potrebbe essere stato sufficiente a indurre l'autore a desiderare di rimanere anonimo.

## Le varie edizioni

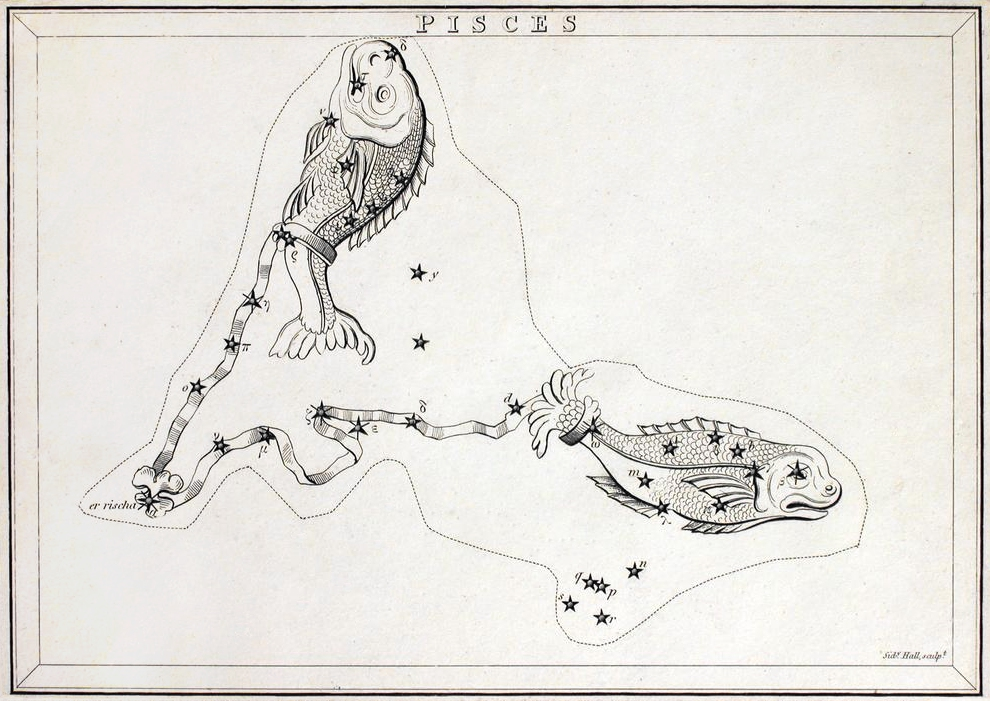
I «Pesci», senza le stelle delle costellazioni circostanti. Prima edizione semplice.
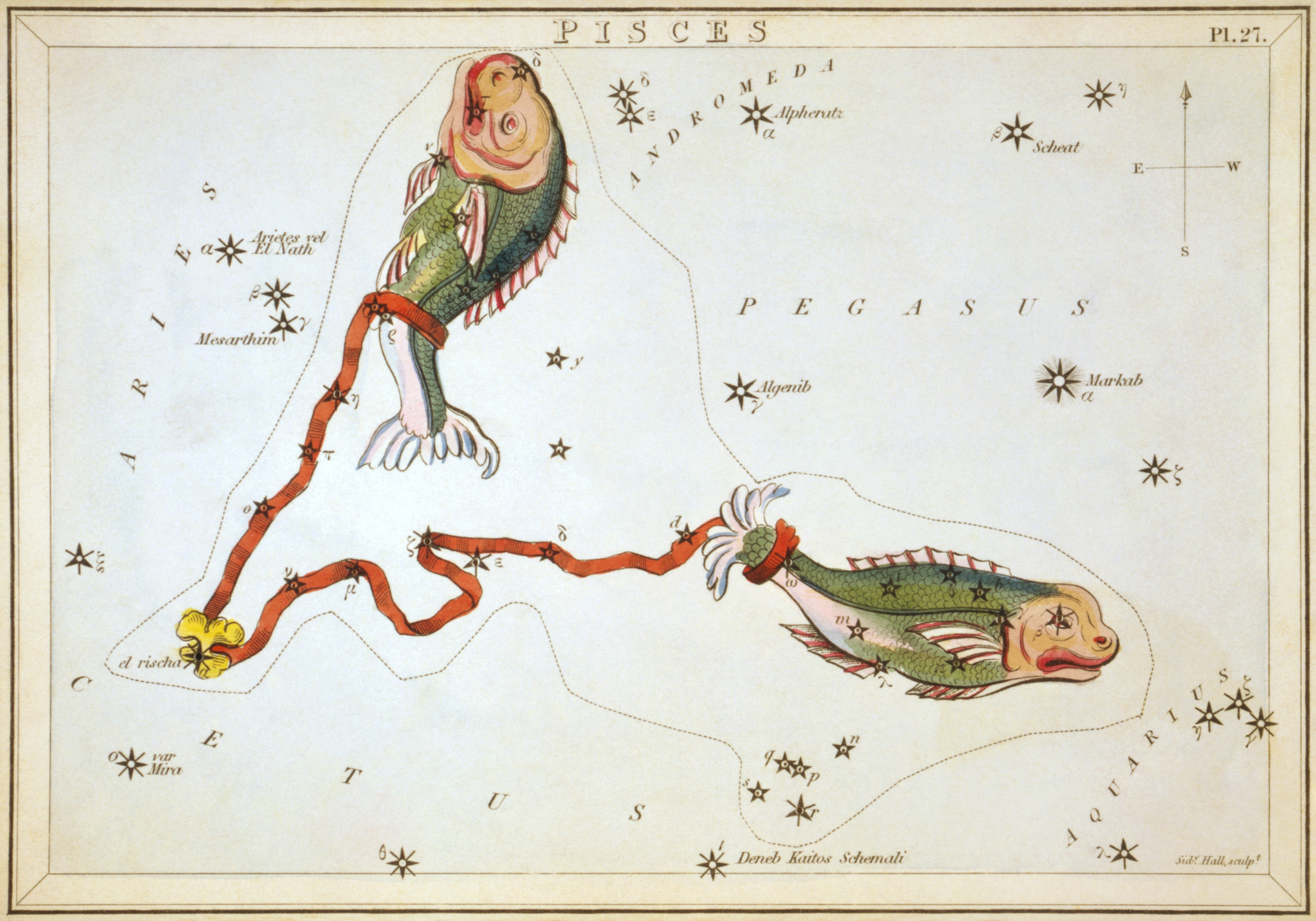
I «Pesci» con le stelle circostanti. Seconda edizione a colori.

Un manifesto pubblicitario del dicembre 1824, in cui si afferma che le tavole erano state «appena pubblicate», offriva le tavole «semplici» a 1 sterlina e 8 e quelle «completamente colorate» a 1 sterlina e 14. Questa prima edizione non raffigurava nessuna delle stelle che circondavano le costellazioni nominate e queste parti erano lasciate vuote. A partire dalla seconda edizione, tuttavia, furono aggiunte nuove stelle attorno alle costellazioni principali. Un'edizione americana venne pubblicata nel 1832. Ristampe moderne furono prodotte nel 1993 e Barnes & Noble riprodusse l'edizione americana (con il libro di accompagnamento) nel 2004. Del libro di accompagnamento, A Familiar Treatise on Astronomy di Jehoshaphat Aspin, furono realizzate almeno quattro edizioni, l'ultima delle quali uscita nel 1834. La seconda edizione presentava una notevole estensione dei contenuti, passando da 121 pagine a 200. Il libro, almeno a partire dall'edizione americana del 1834, consisteva in un'introduzione, un elenco delle costellazioni boreali e australi, una descrizione di ciascuna delle tavole, con la storia e le informazioni delle costellazioni rappresentate, e un elenco alfabetico dei nomi delle stelle (come Achernar) con la loro nomenclatura di Bayer, magnitudine e rispettiva costellazione
Una «Seconda Parte» di Urania's Mirror, che avrebbe dovuto includere illustrazioni dei pianeti e un planetario meccanico portatile, venne pubblicizzata, ma non esistono prove che dimostrino che sia mai stata pubblicata.

## Galleria d'immagini

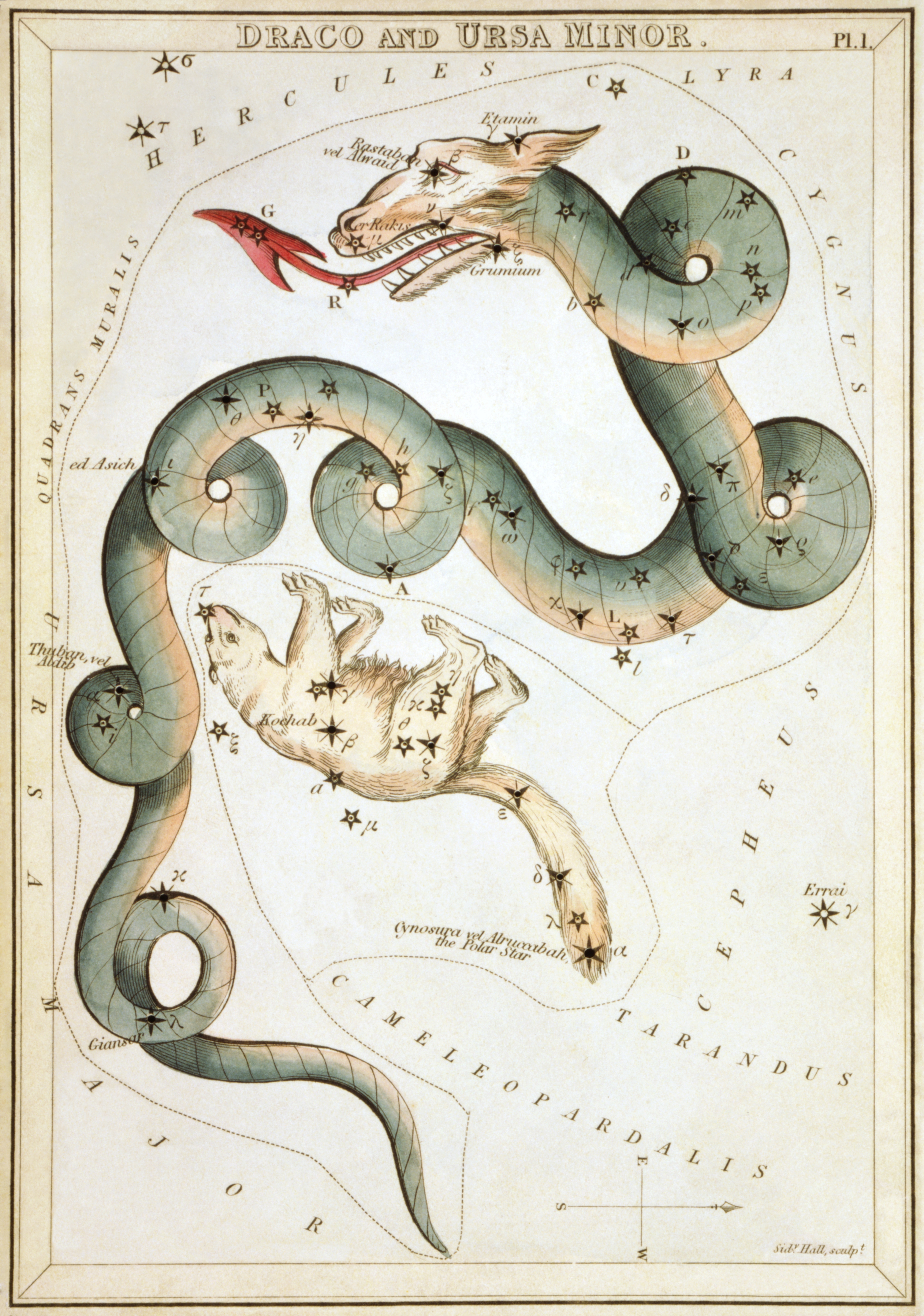
Tavola 1: Dragone e Orsa Minore
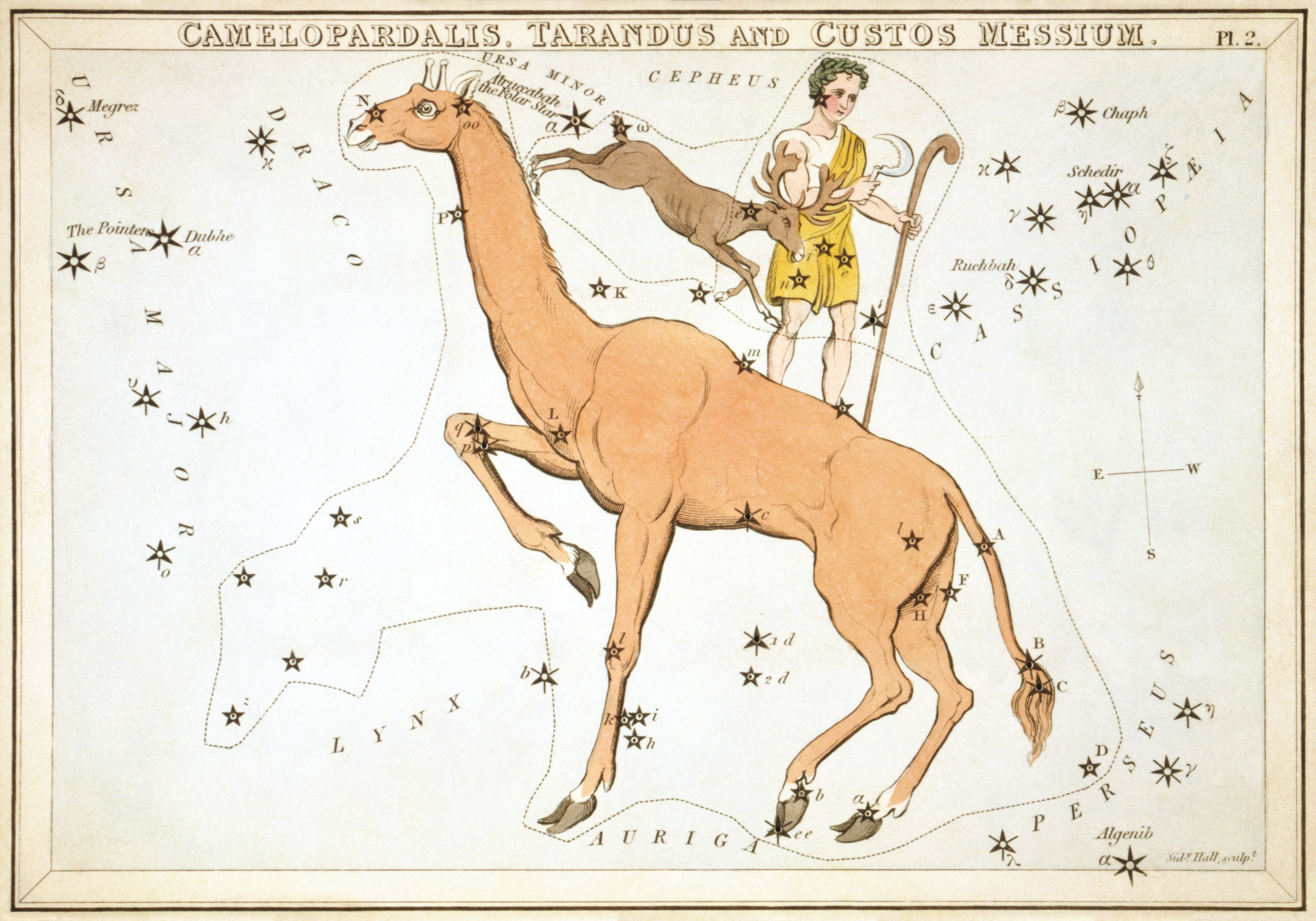
Tavola 2: Giraffa, Renna e Custode delle Messi
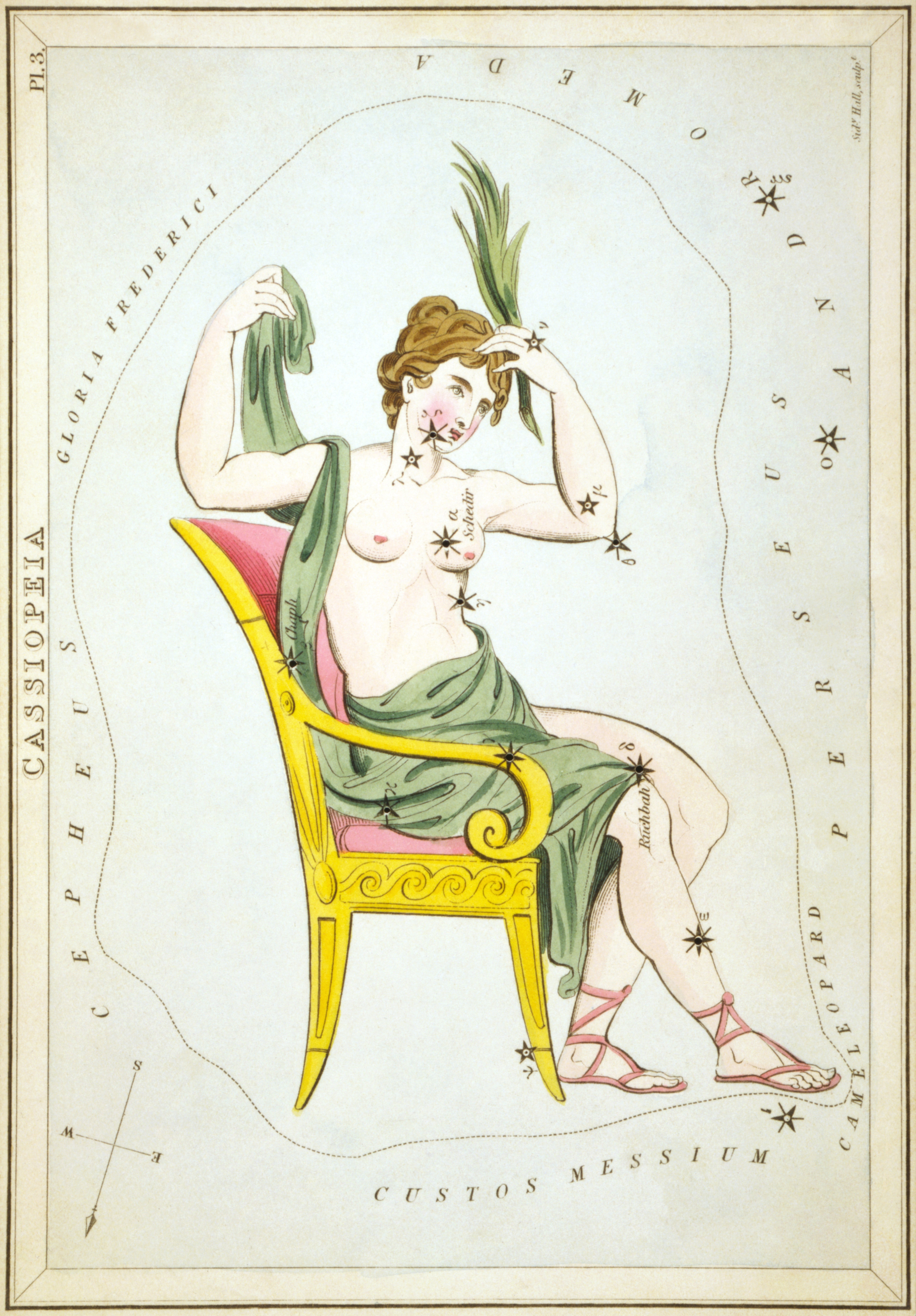
Tavola 3: Cassiopea
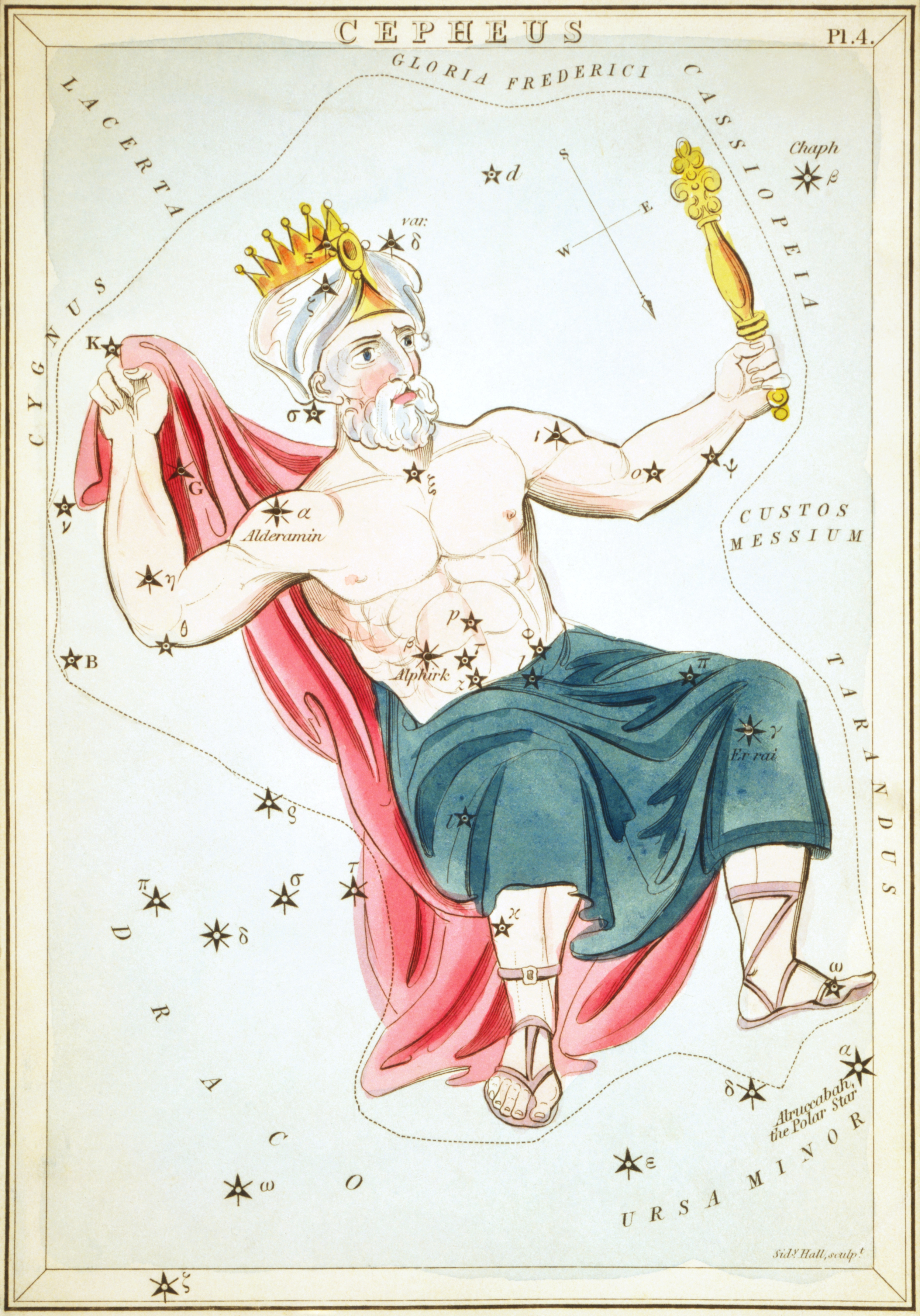
Tavola 4: Cefeo
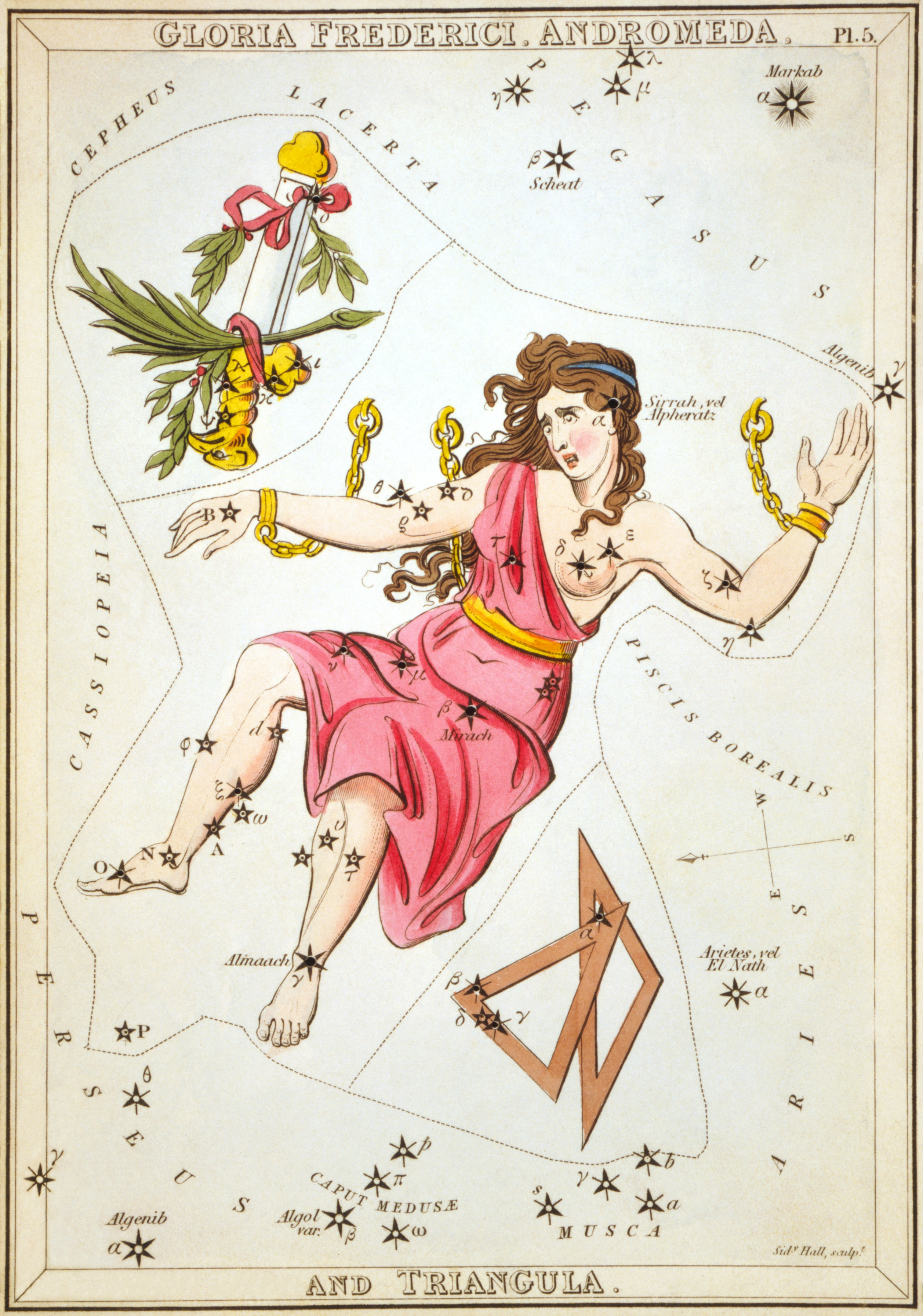
Tavola 5: Glorie di Federico, Andromeda e Triangoli
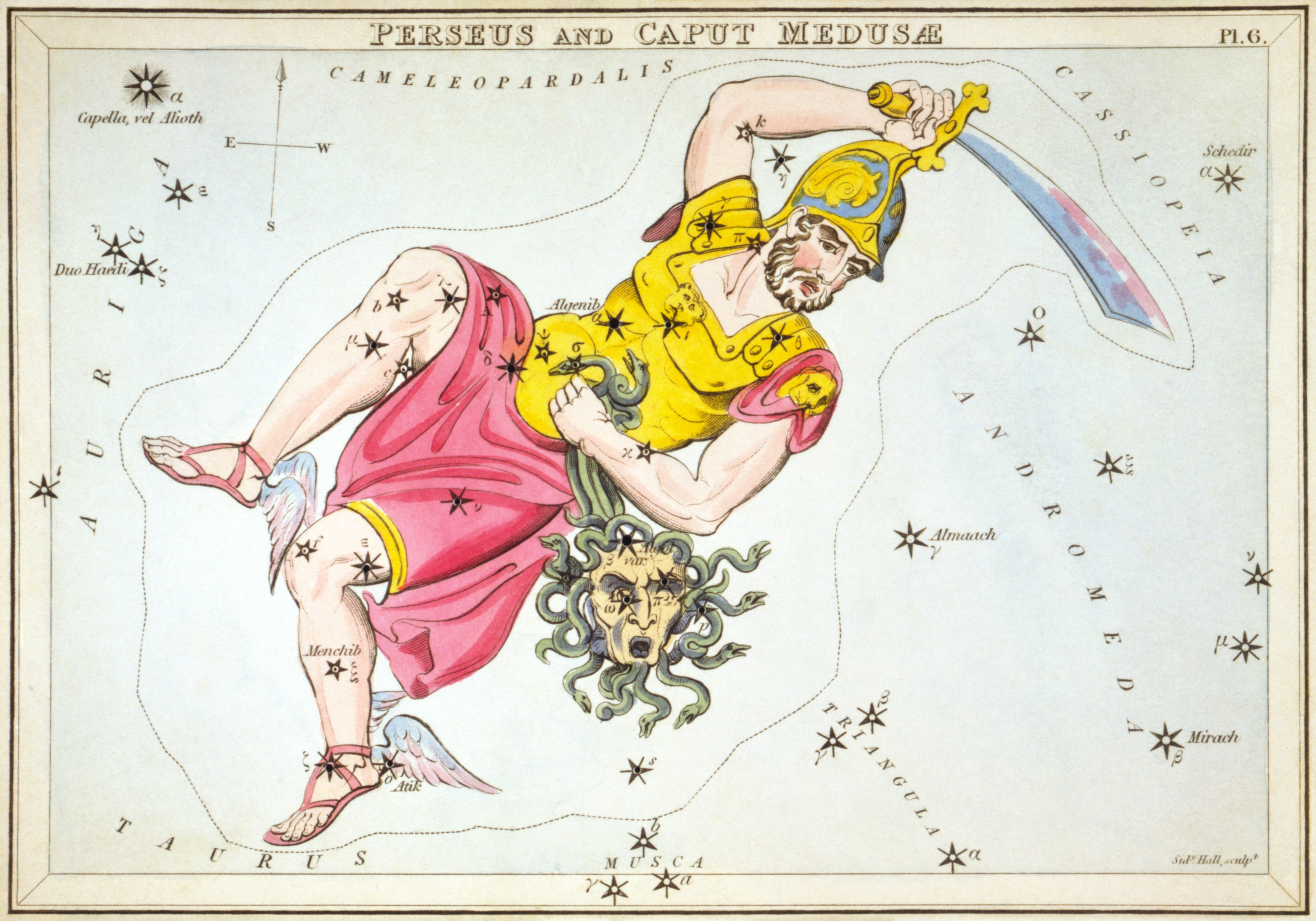
Tavola 6: Perseo e Testa di Medusa
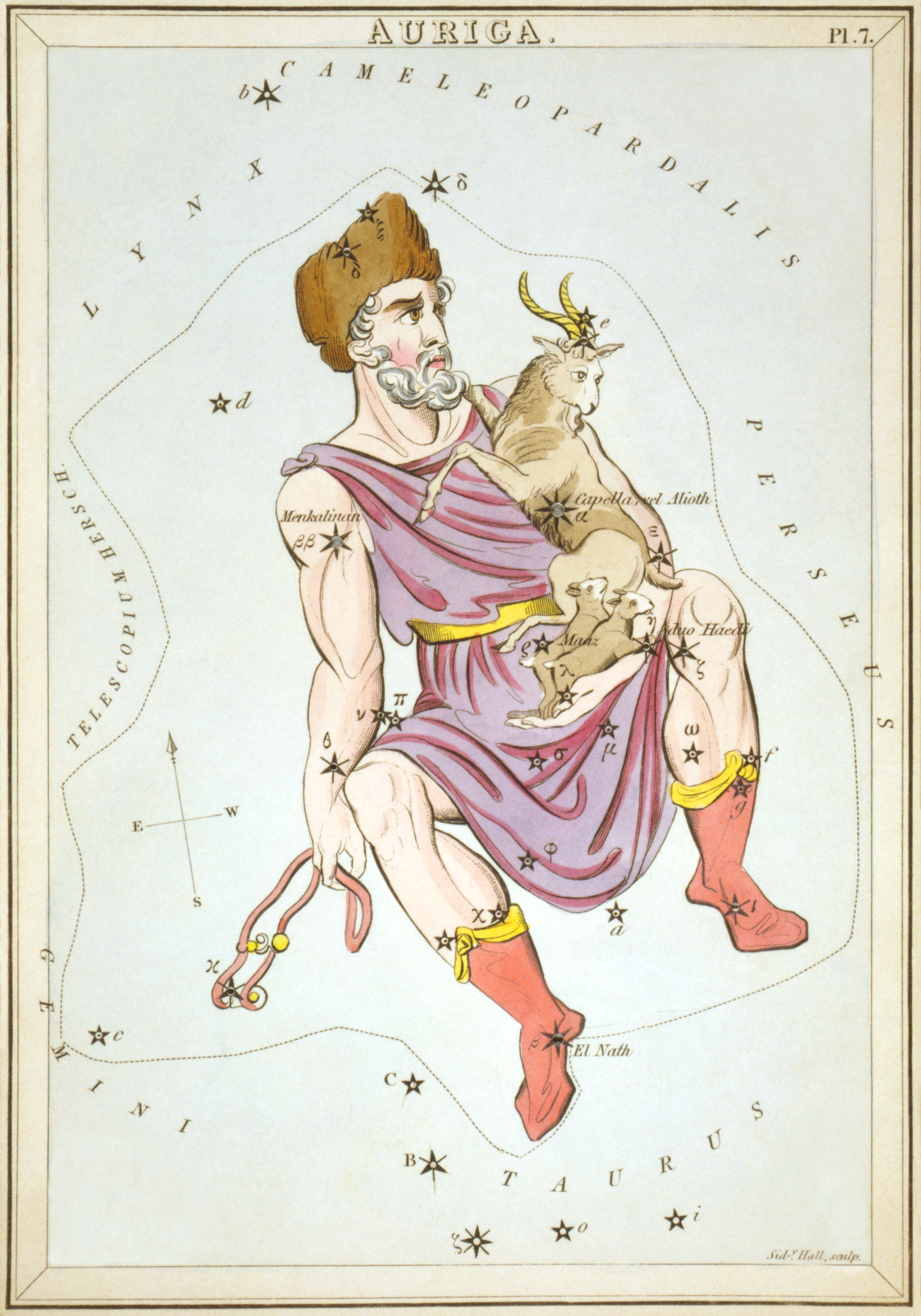
Tavola 7: Auriga
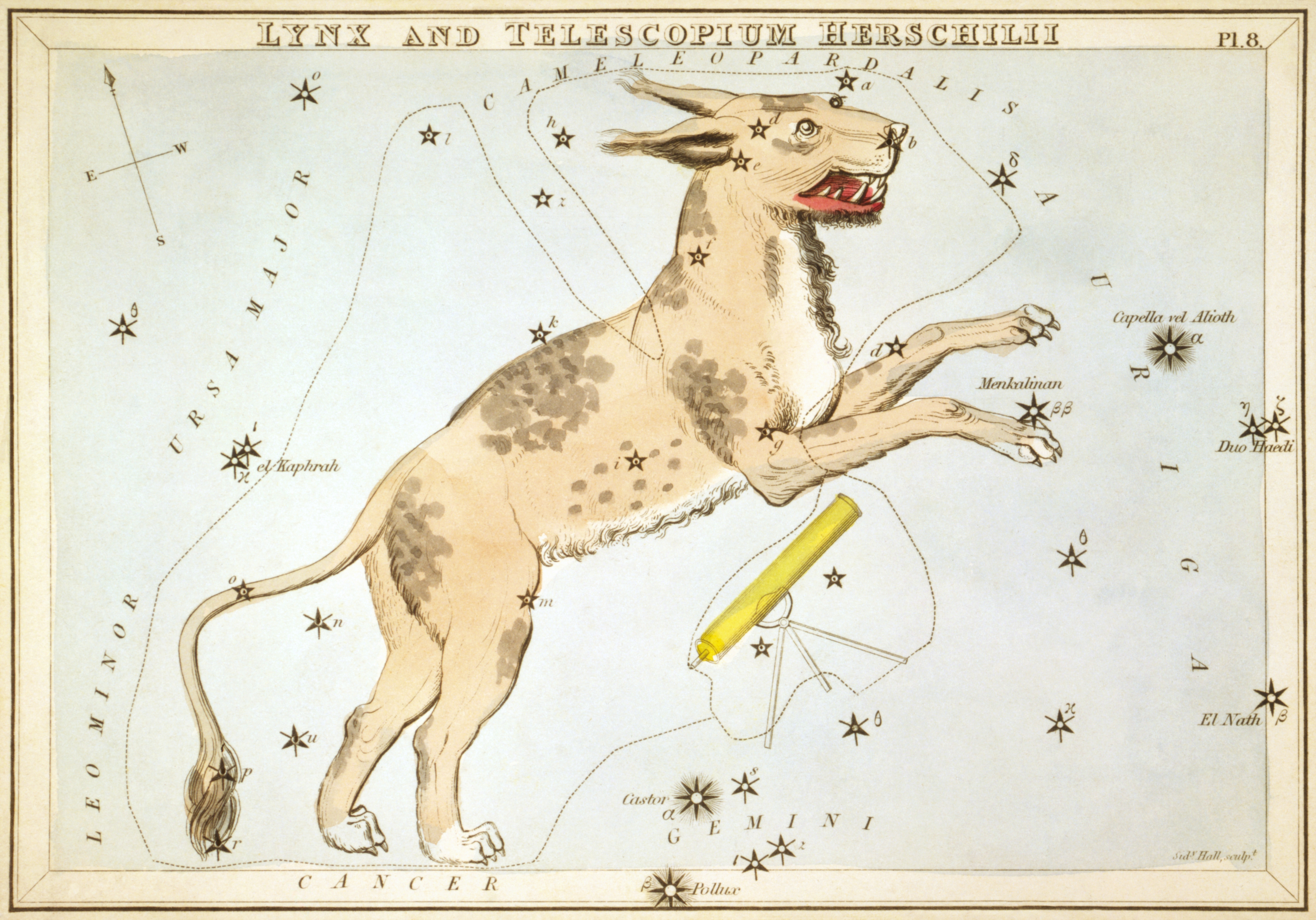
Tavola 8: Lince e Telescopio di Herschel
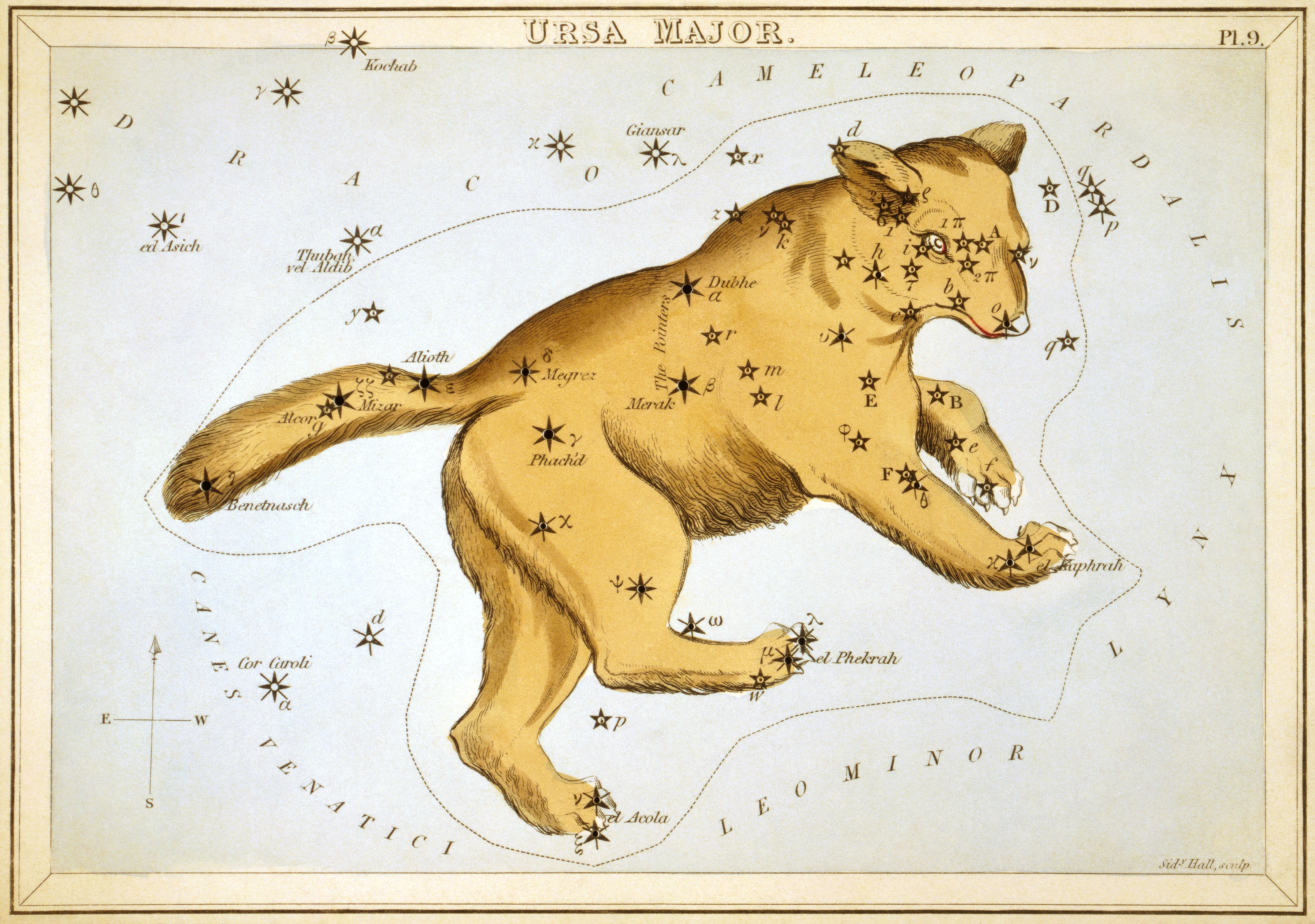
Tavola 9: Orsa Maggiore
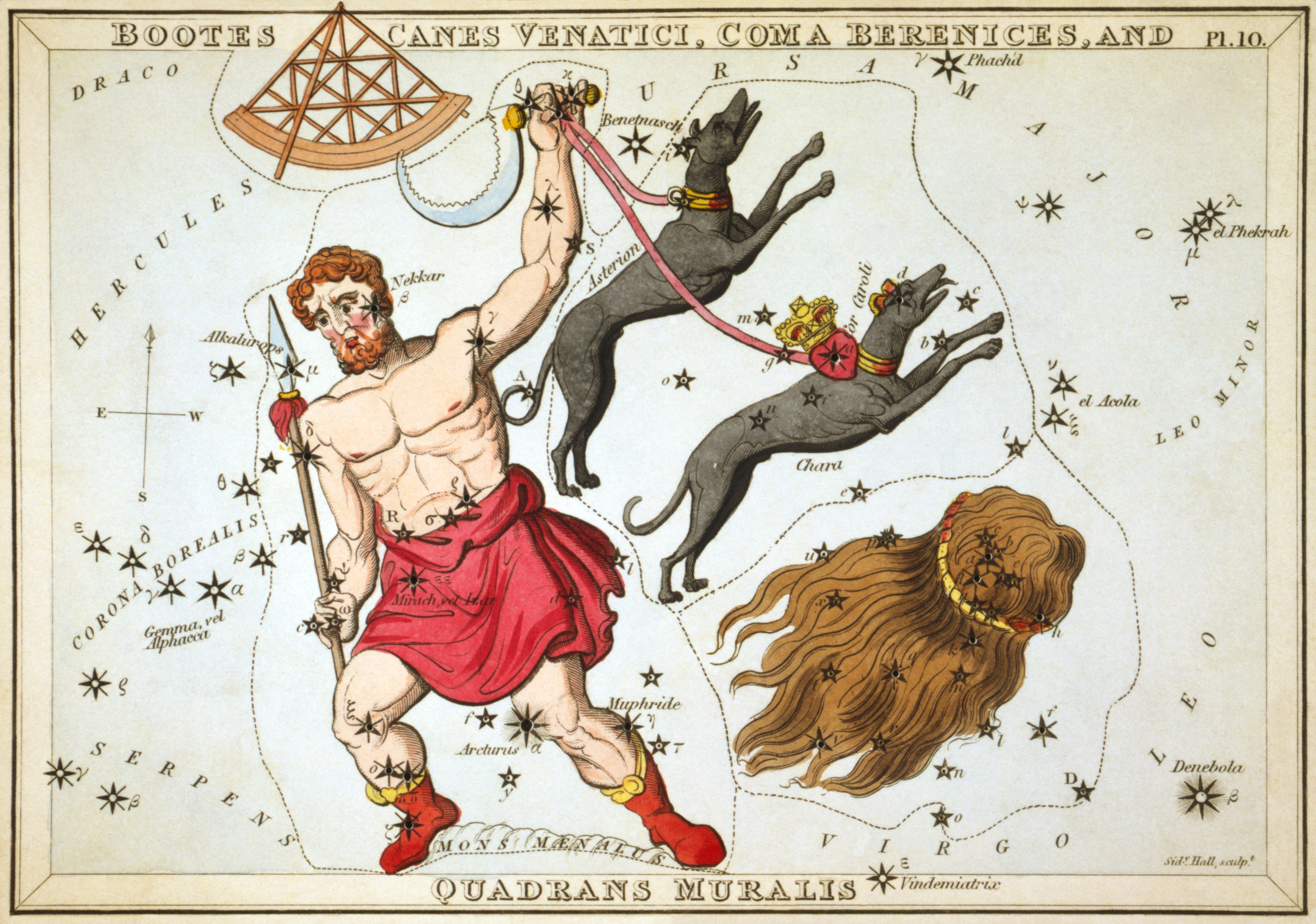
Tavola 10: Boote, Cani da Caccia, Chioma di Berenice e Quadrante Murale
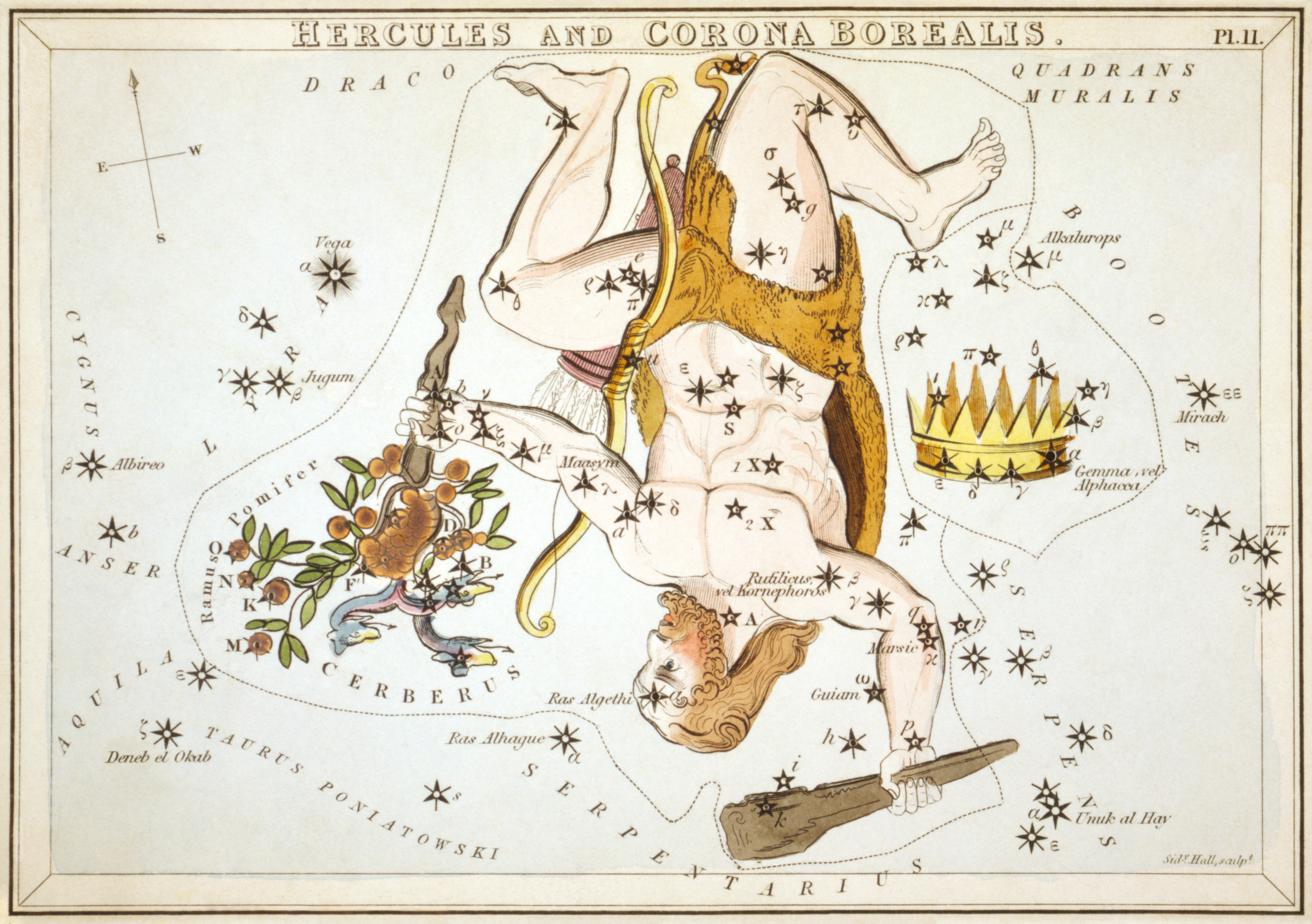
Tavola 11: Ercole e Corona Boreale
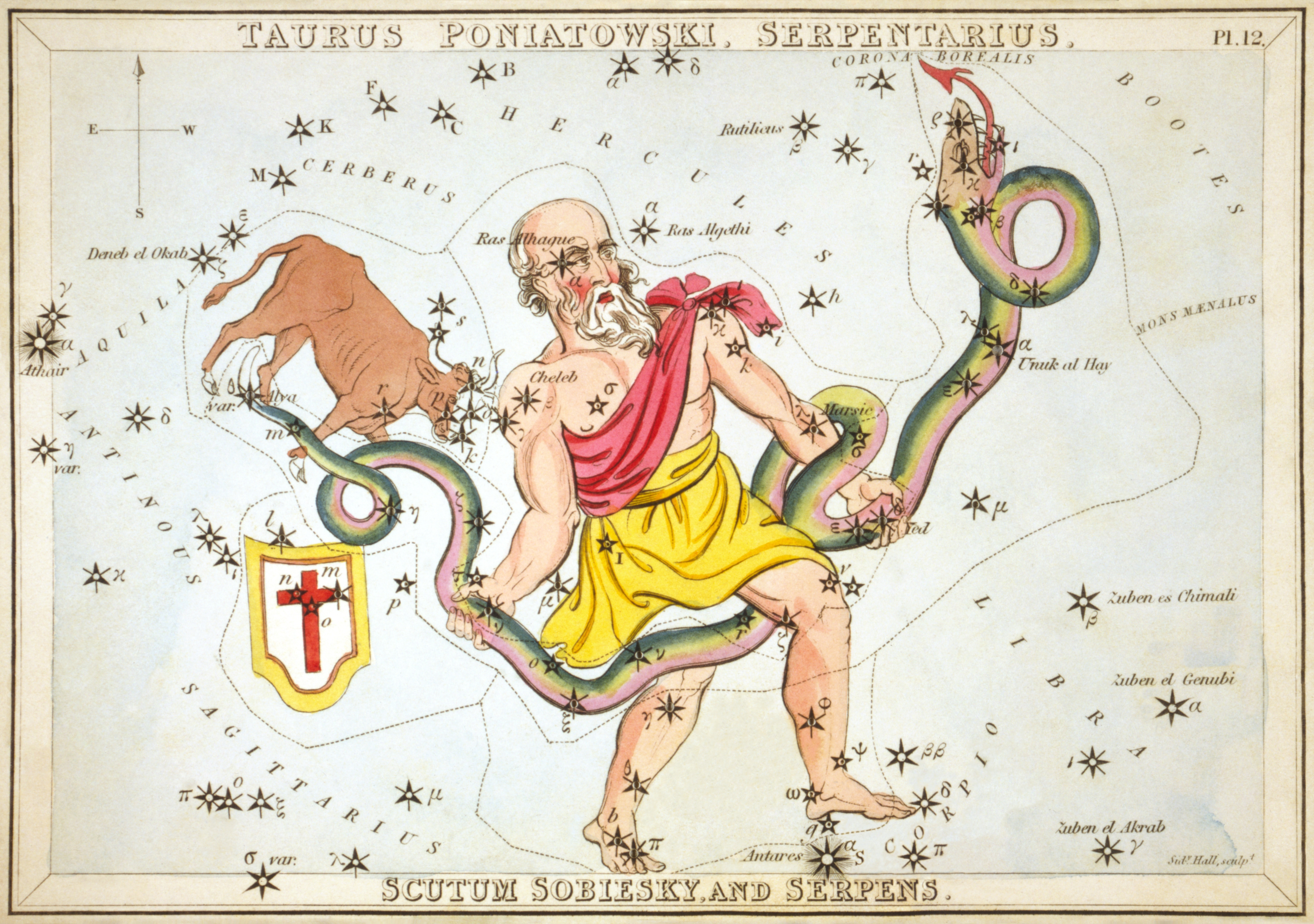
Tavola 12: Toro di Poniatowski, Ofiuco, Scudo di Sobieski e Serpente
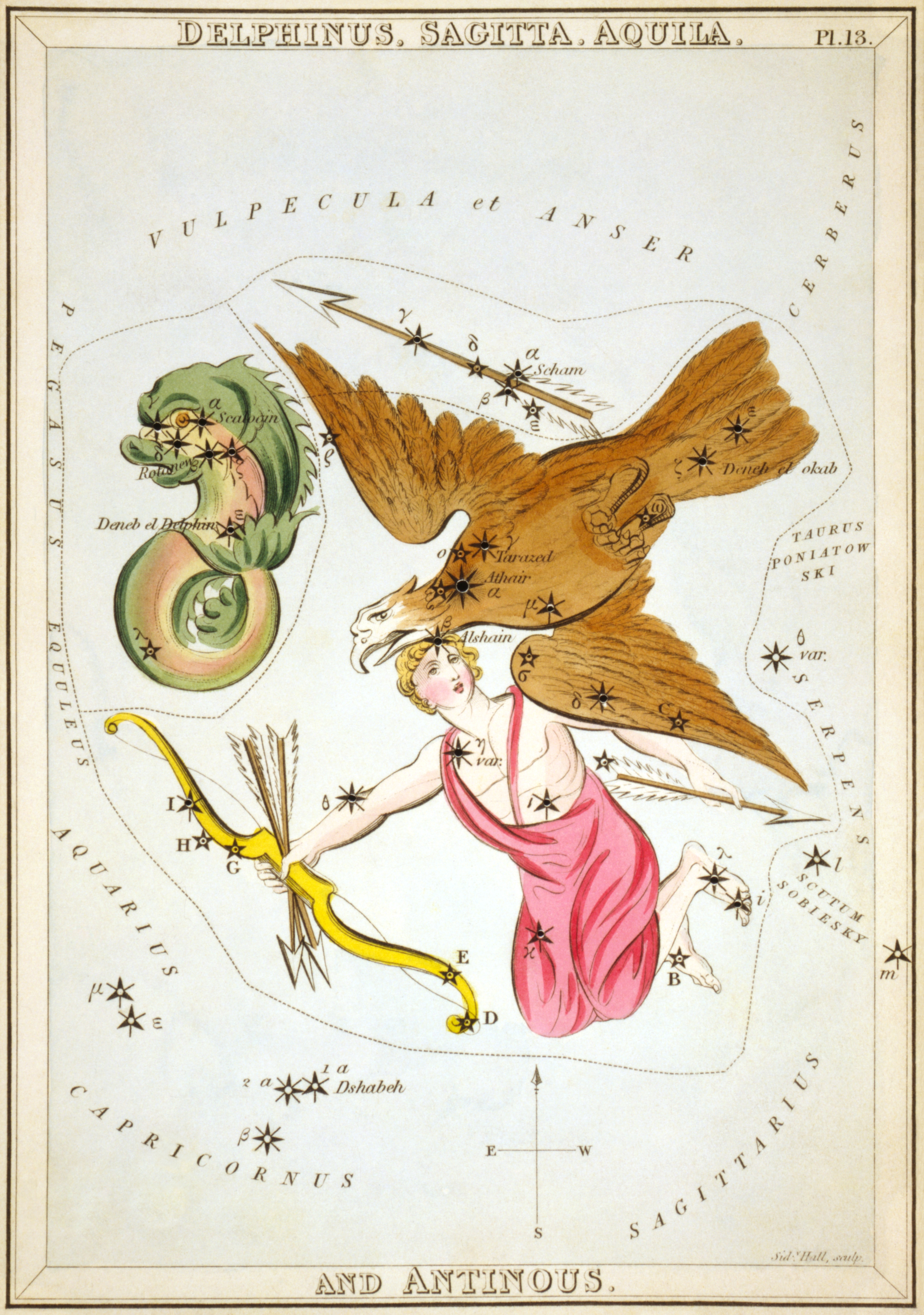
Tavola 13: Delfino, Freccia, Aquila e Antinoo
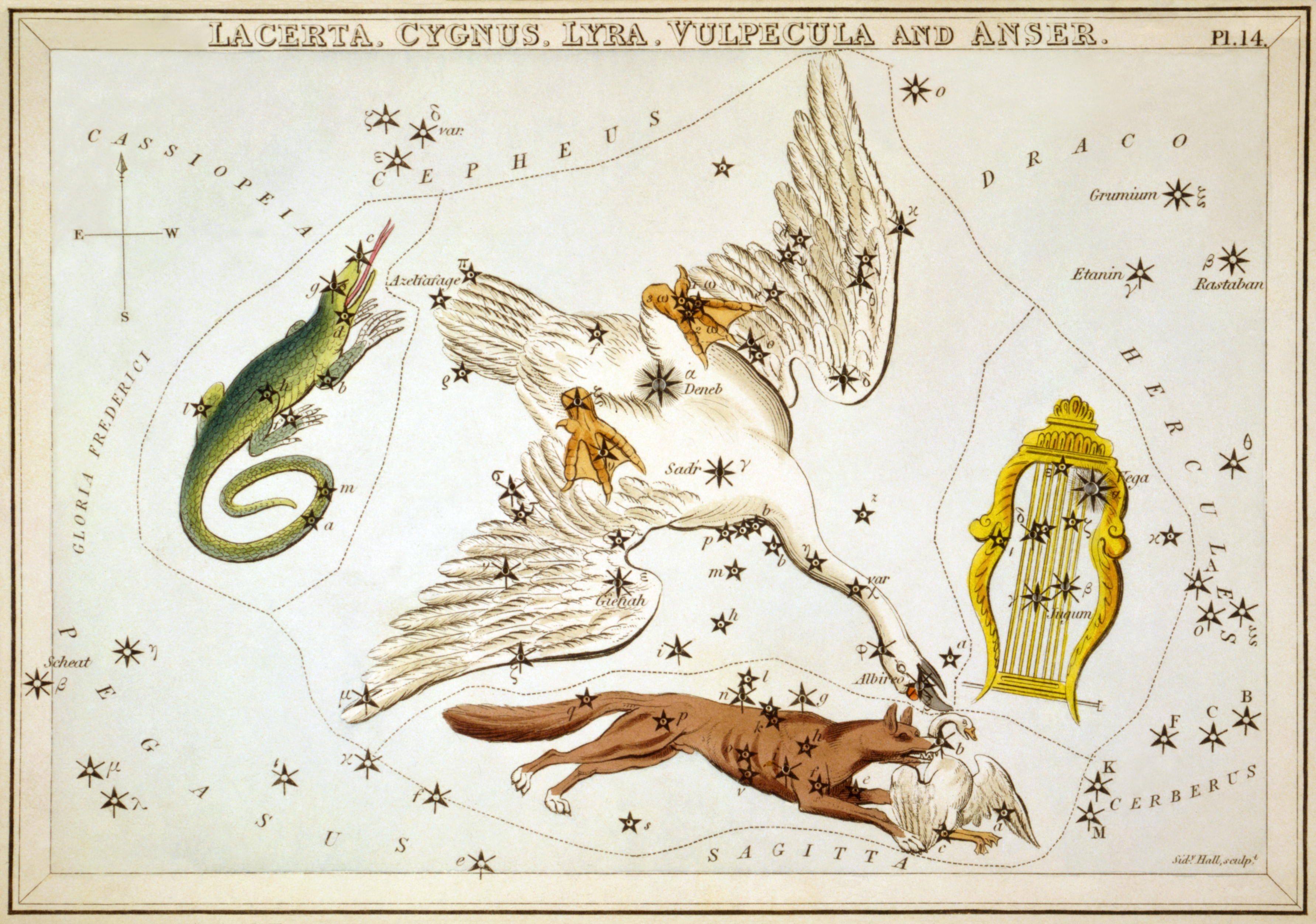
Tavola 14: Lucertola, Cigno, Lira e Volpetta e Oca
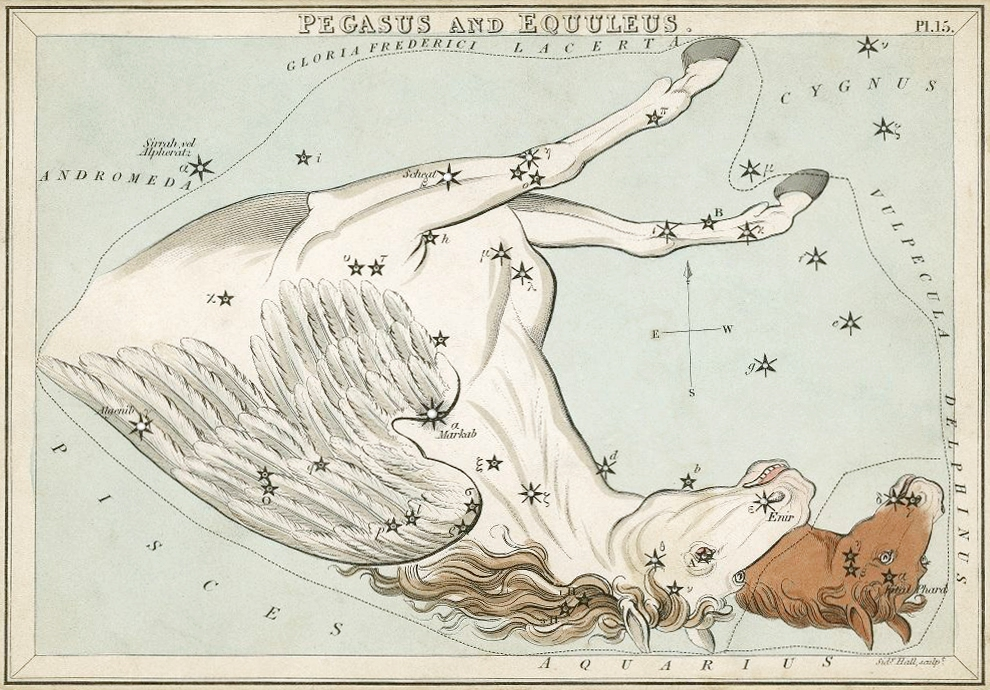
Tavola 15: Pegaso e Cavallino
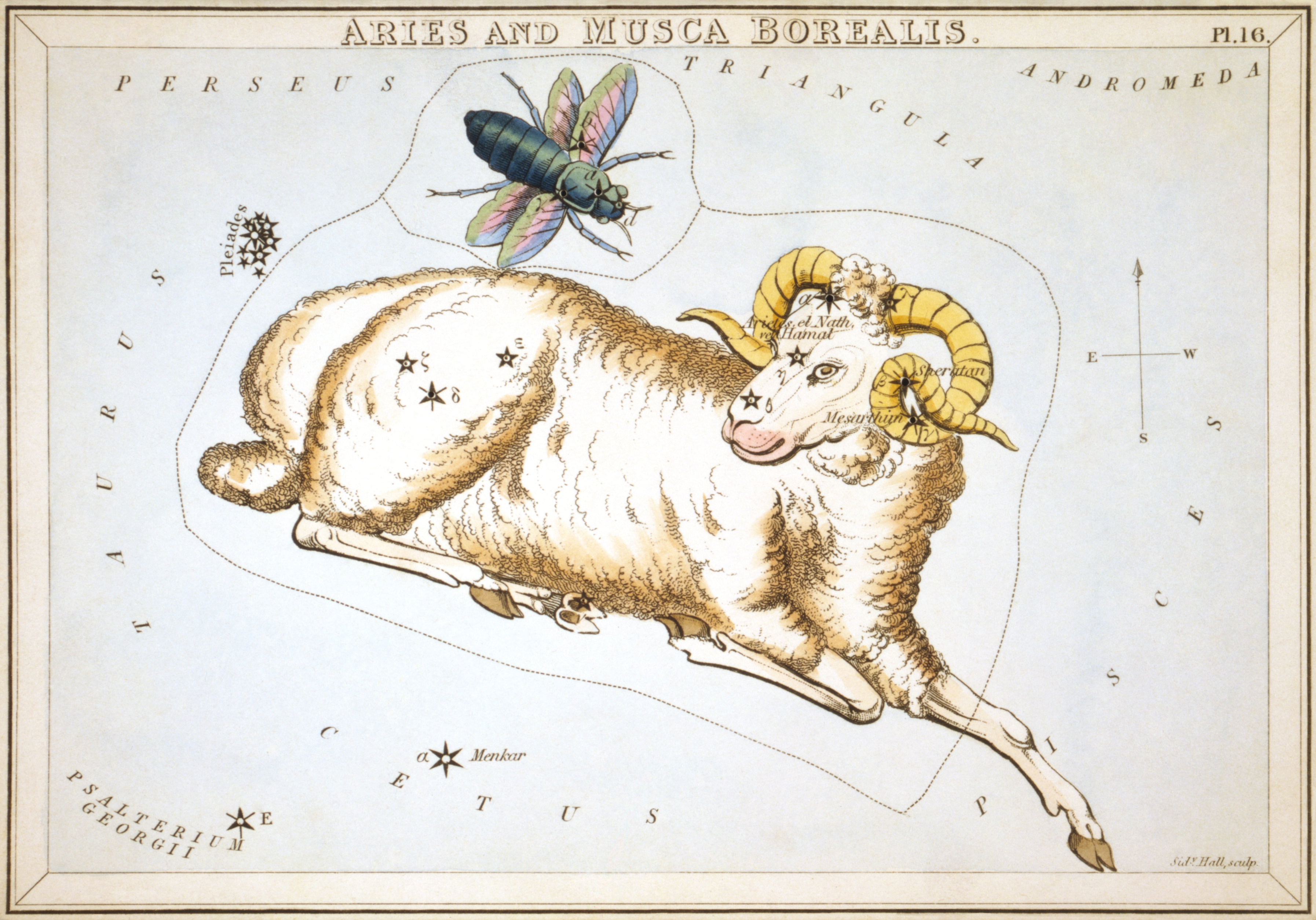
Tavola 16: Ariete e Mosca Boreale
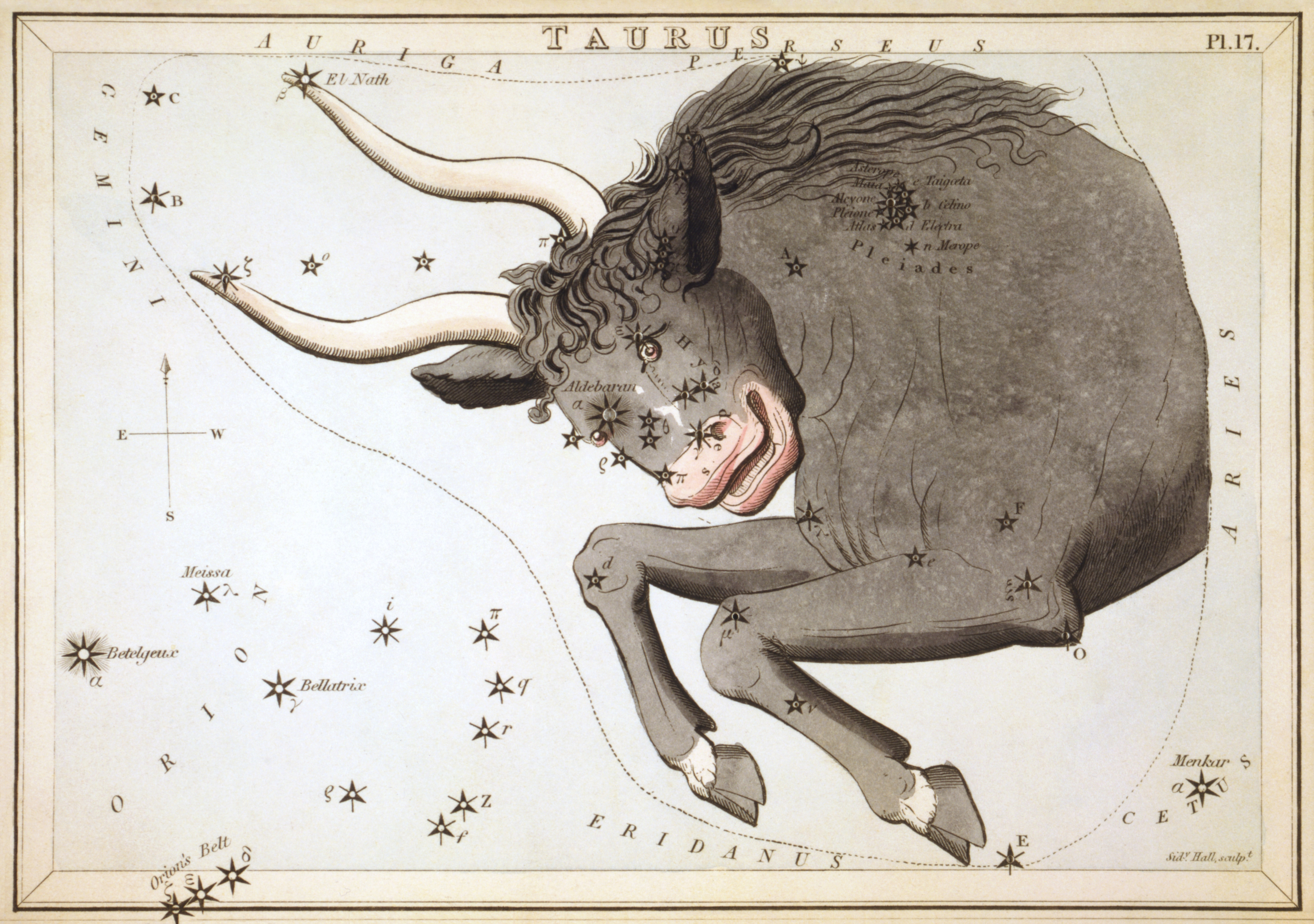
Tavola 17: Toro
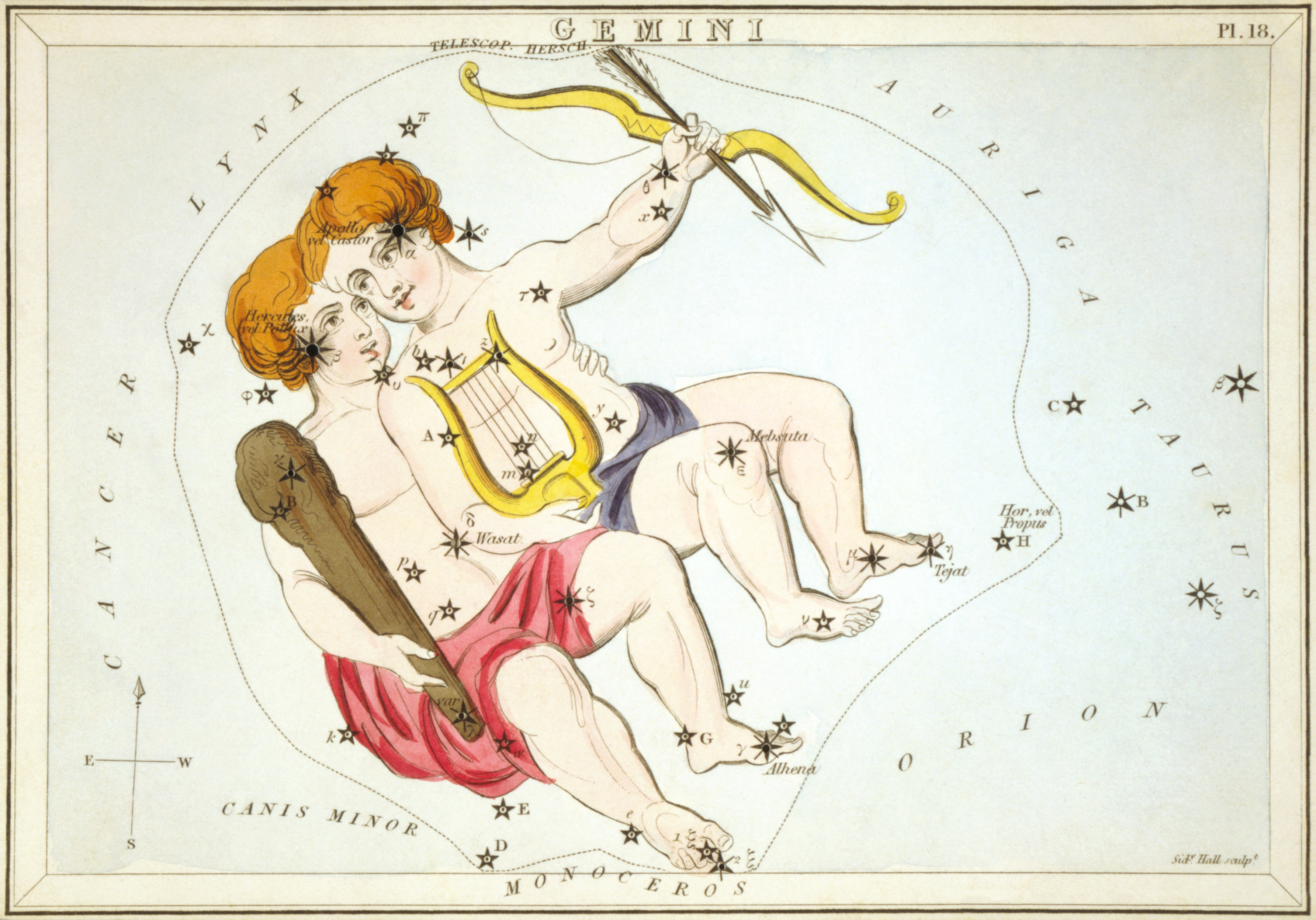
Tavola 18: Gemelli
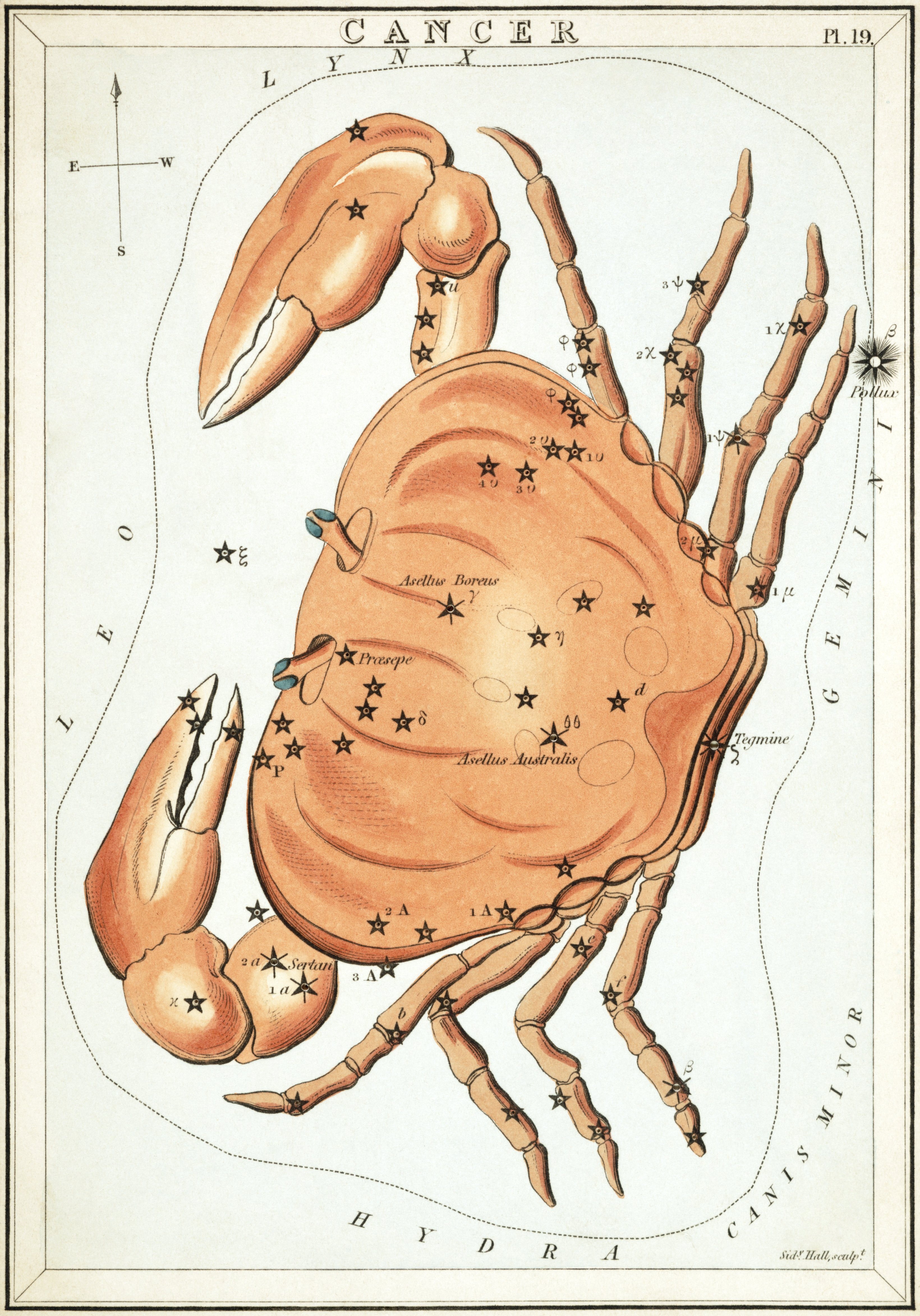
Tavola 19: Cancro
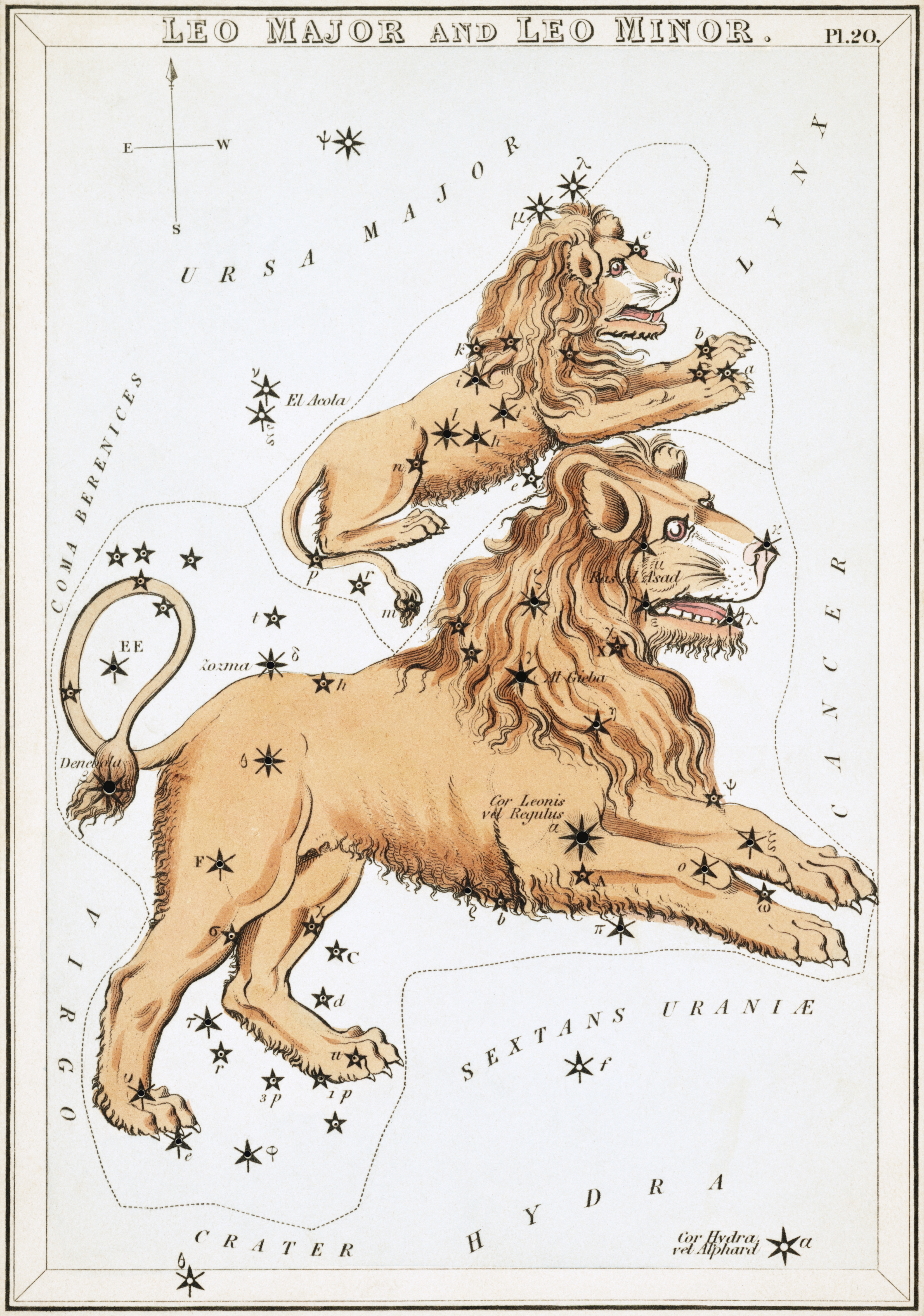
Tavola 20: Leone Maggiore e Leone Minore
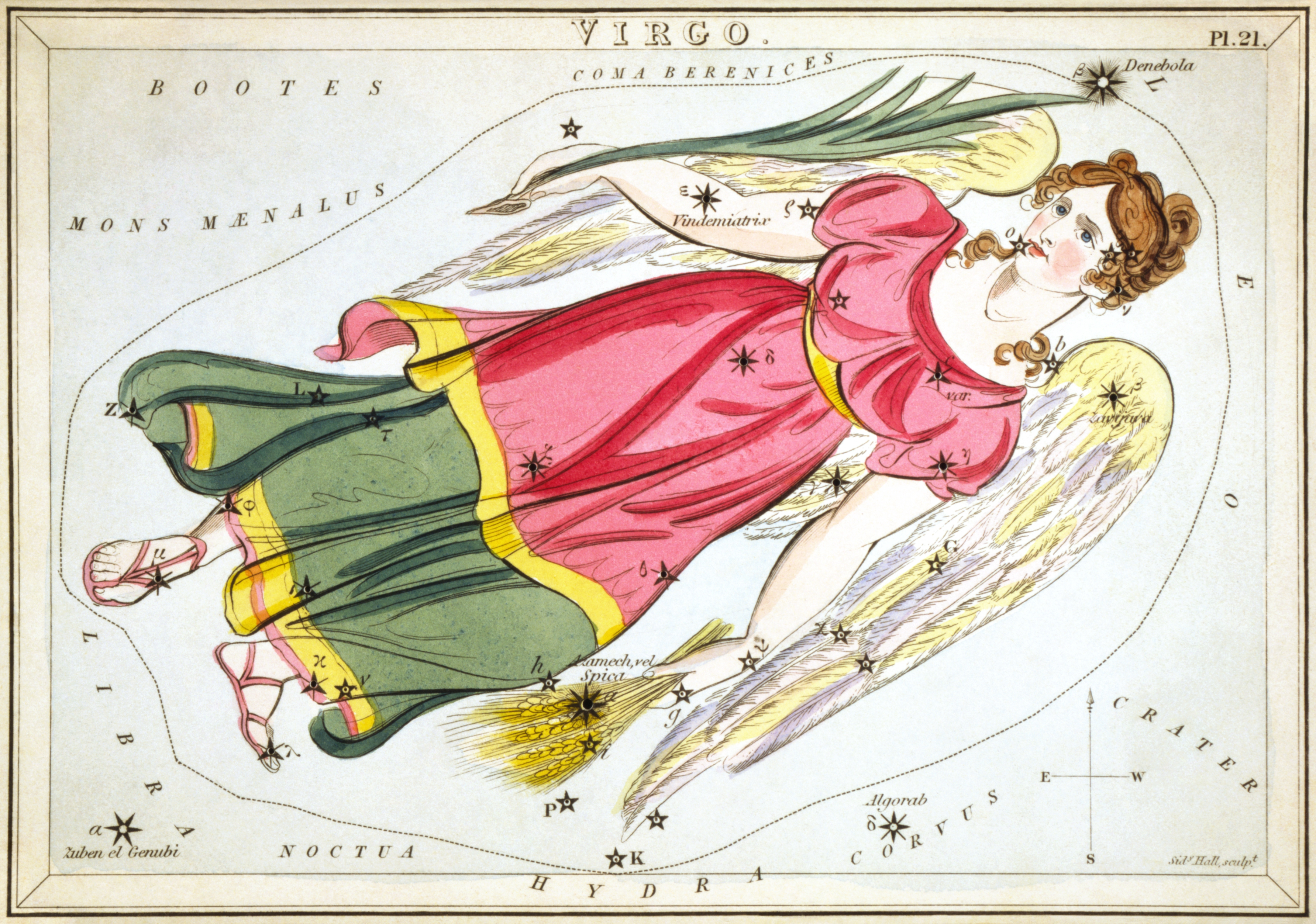
Tavola 21: Vergine
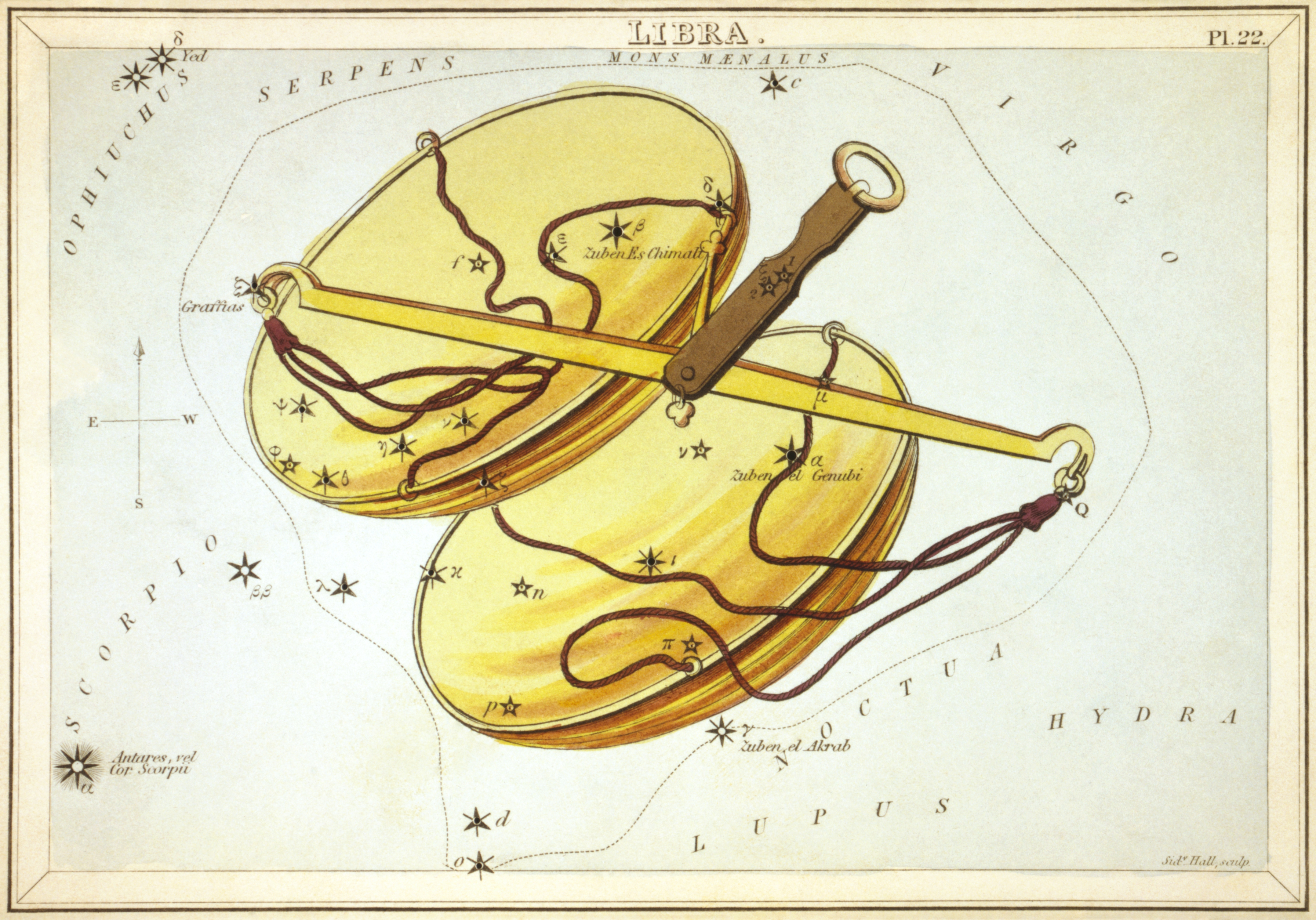
Tavola 22: Bilancia
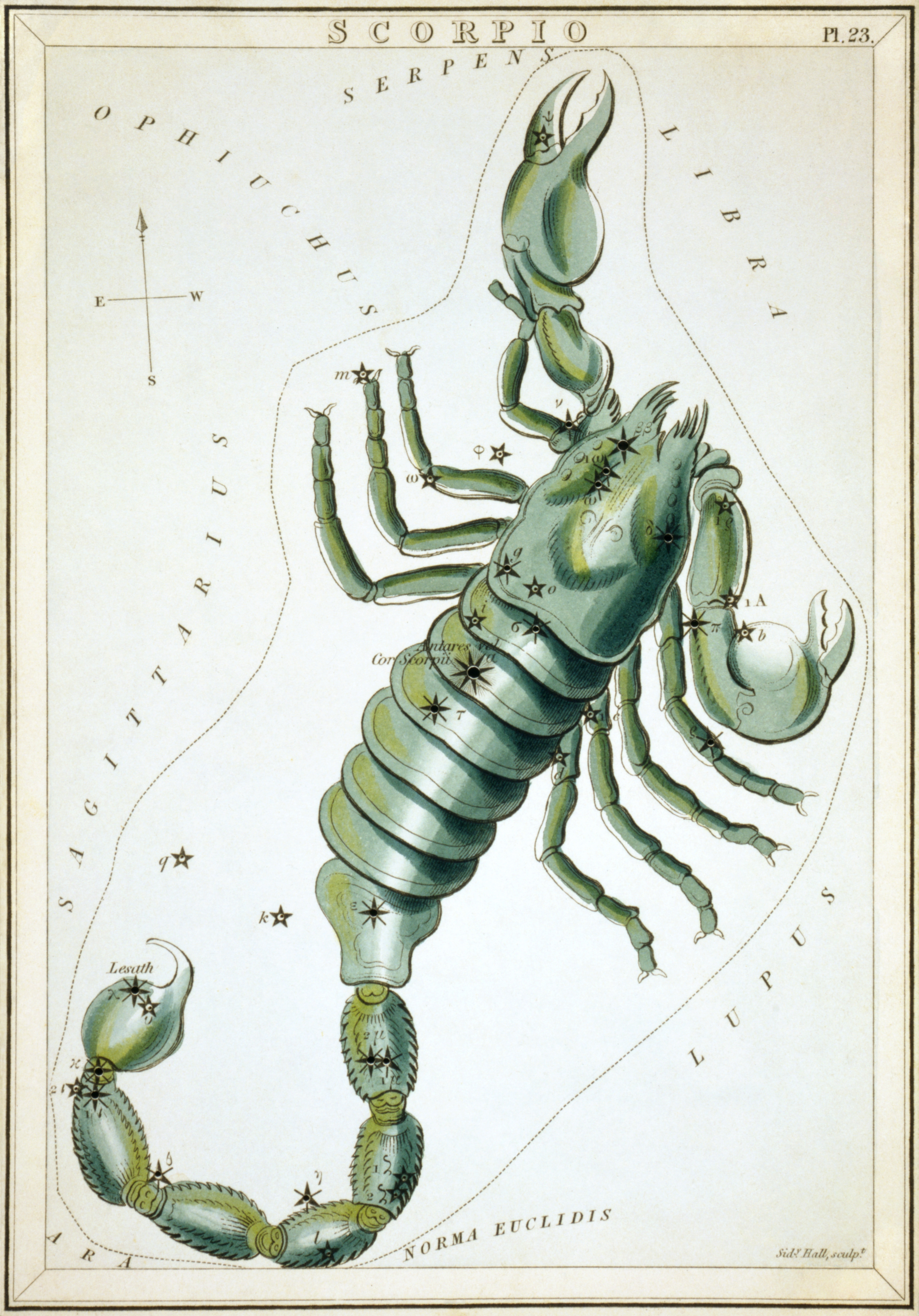
Tavola 23: Scorpione
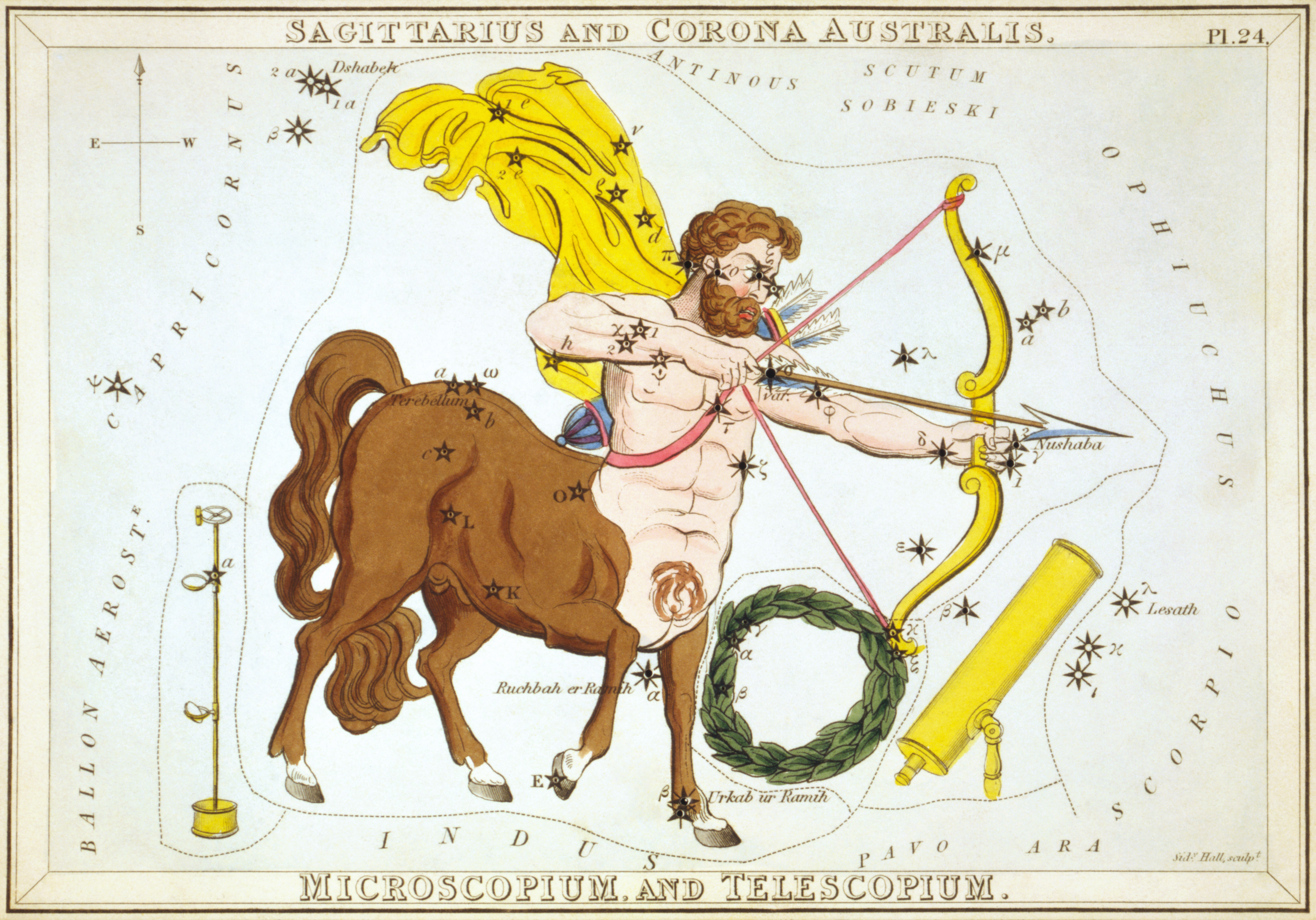
Tavola 24: Sagittario, Corona Australe, Microscopio e Telescopio
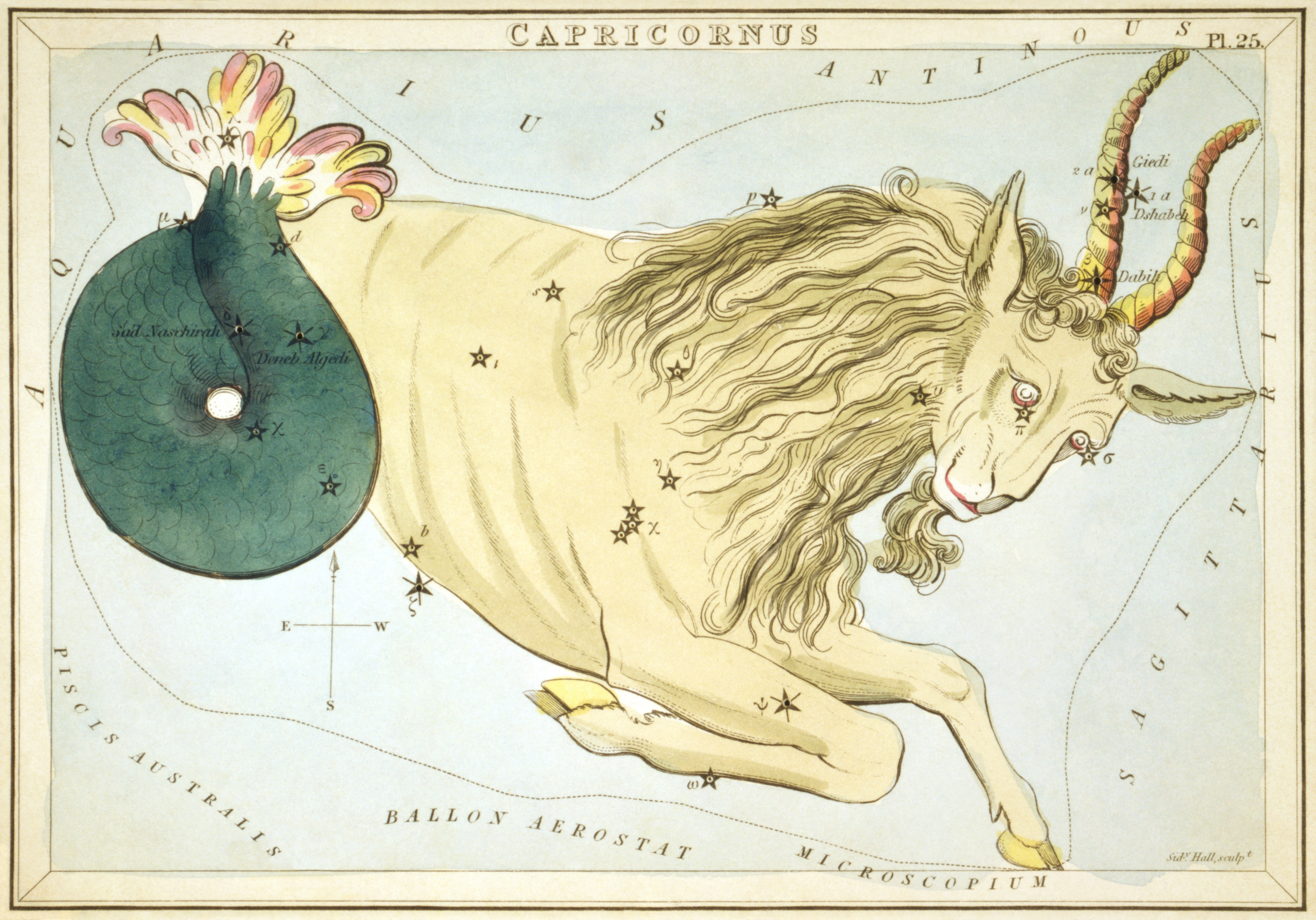
Tavola 25: Capricorno
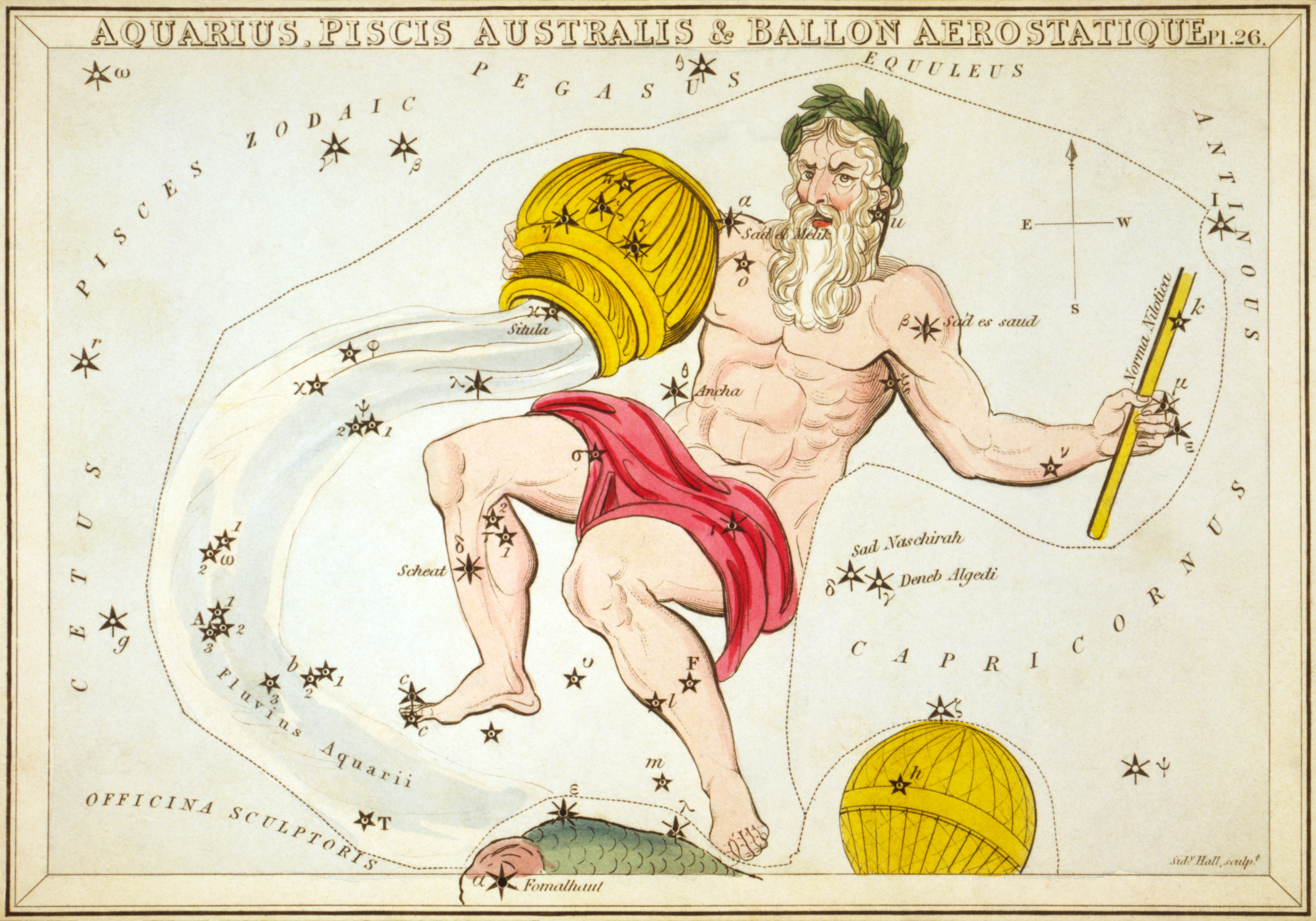
Tavola 26: Acquario, Pesce Australe e Pallone Aerostatico
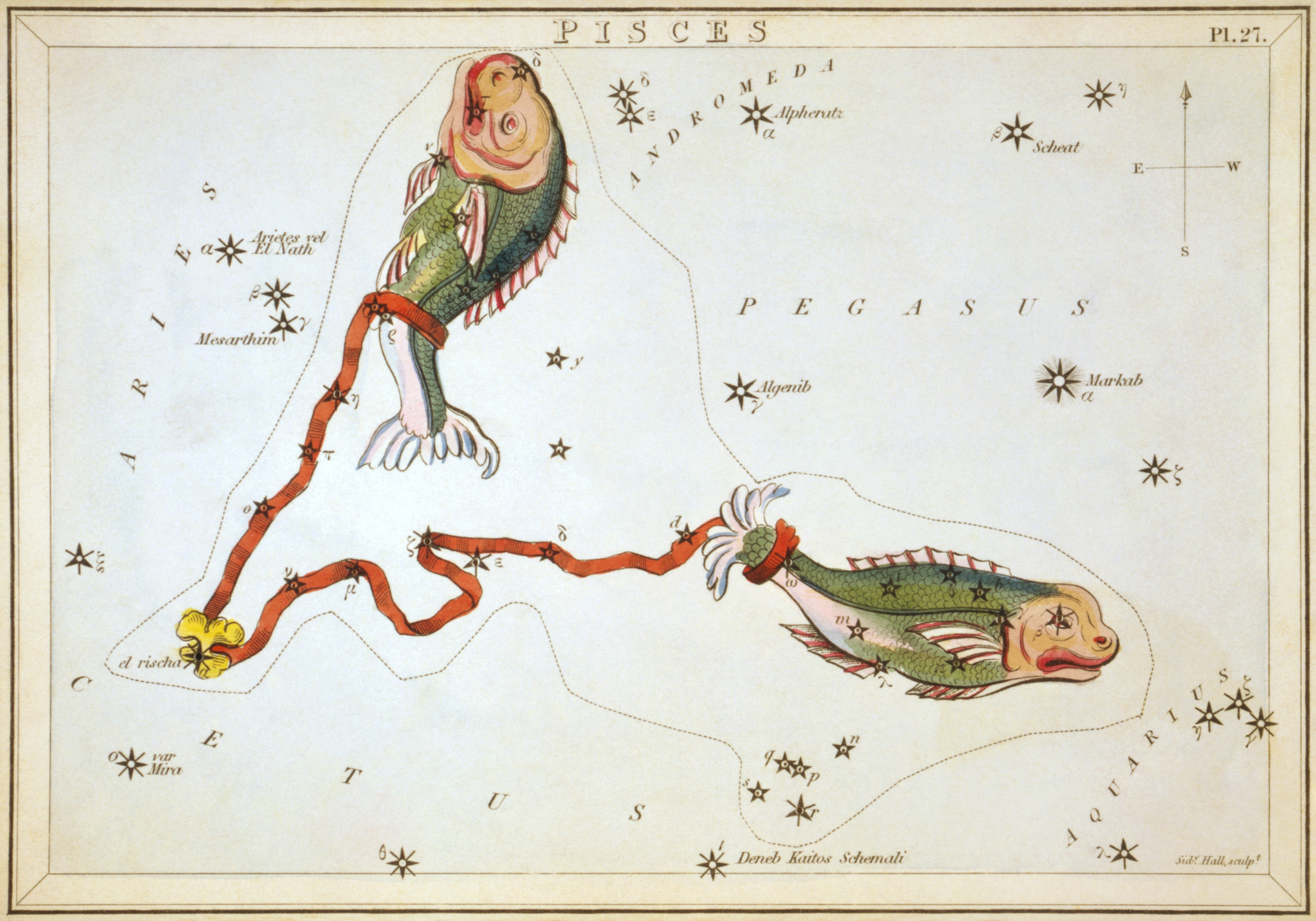
Tavola 27: Pesci
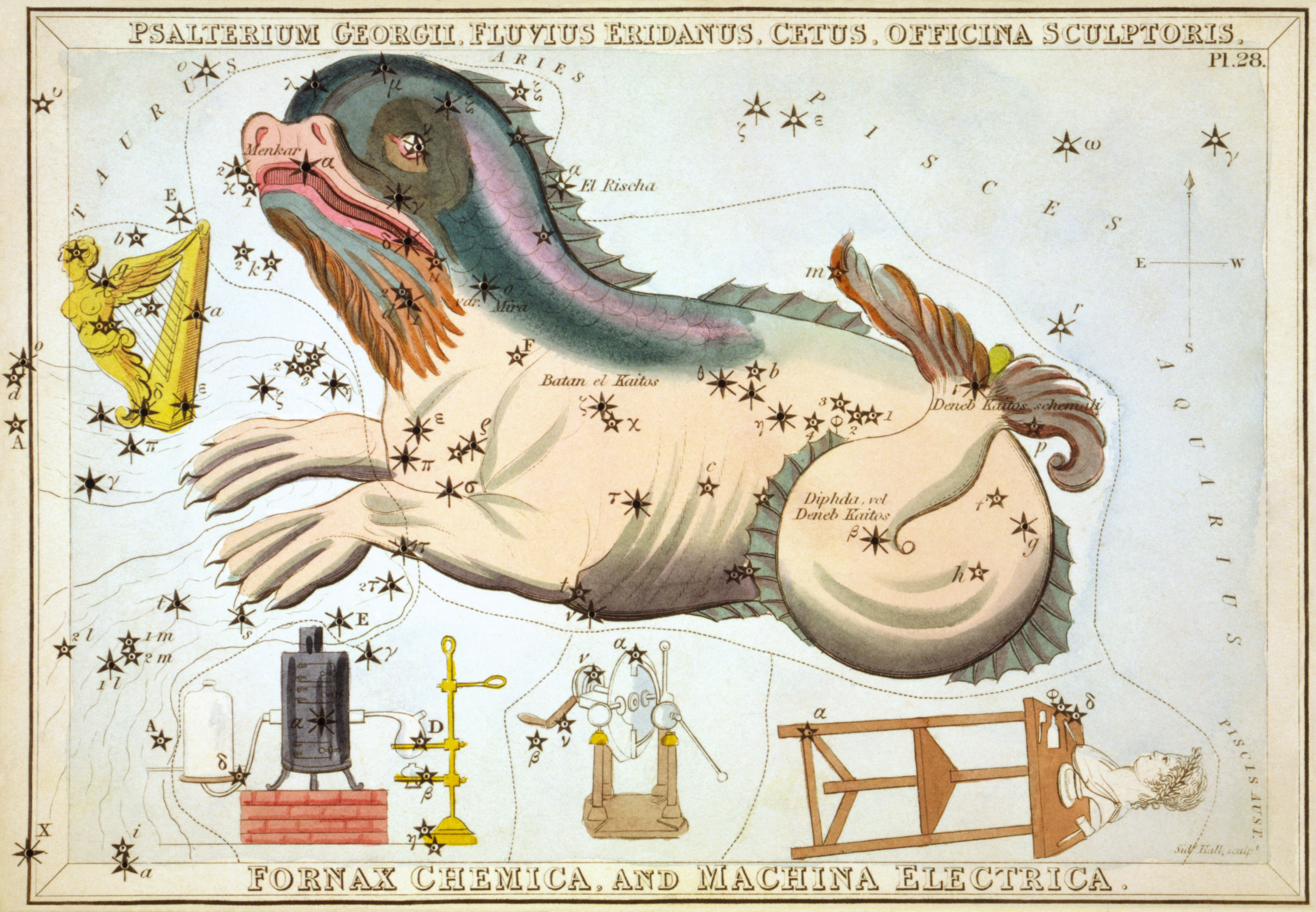
Tavola 28: Salterio di Giorgio, Fiume Eridano, Balena, Studio dello Scultore, Fornace Chimica e Macchina Elettrica
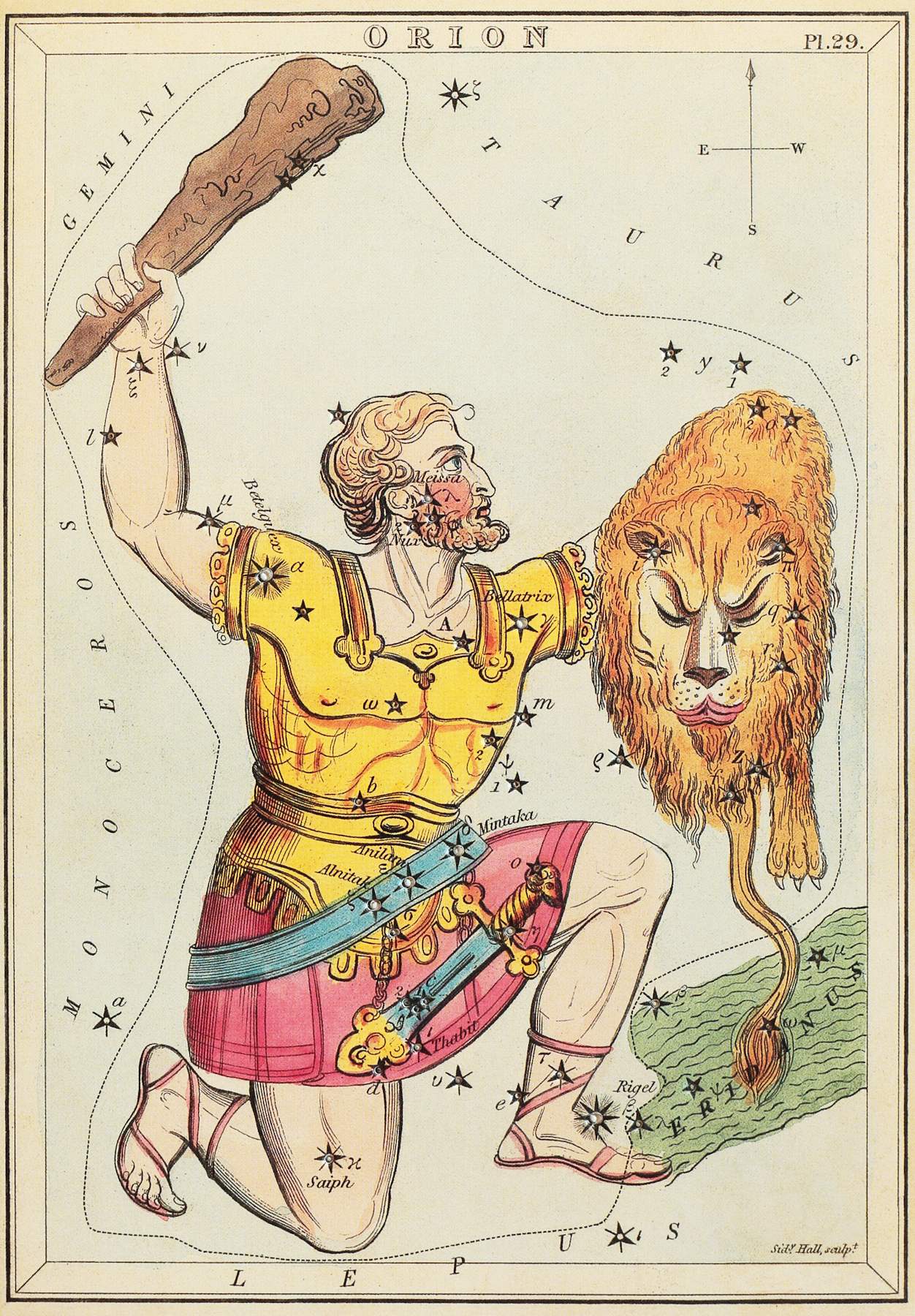
Tavola 29: Orione
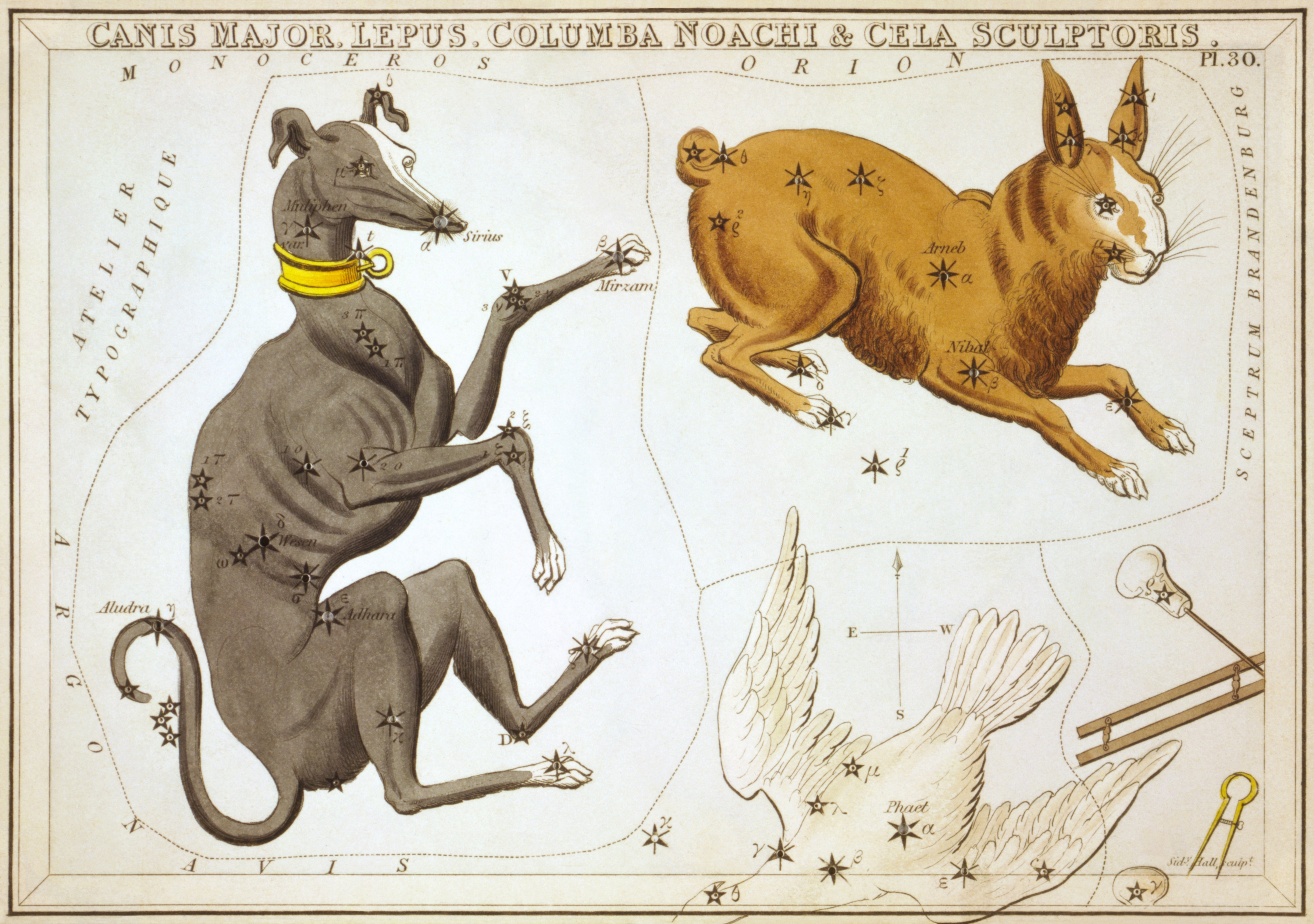
Tavola 30: Cane Maggiore, Lepre, Colomba di Noè e Bulino dello Scultore
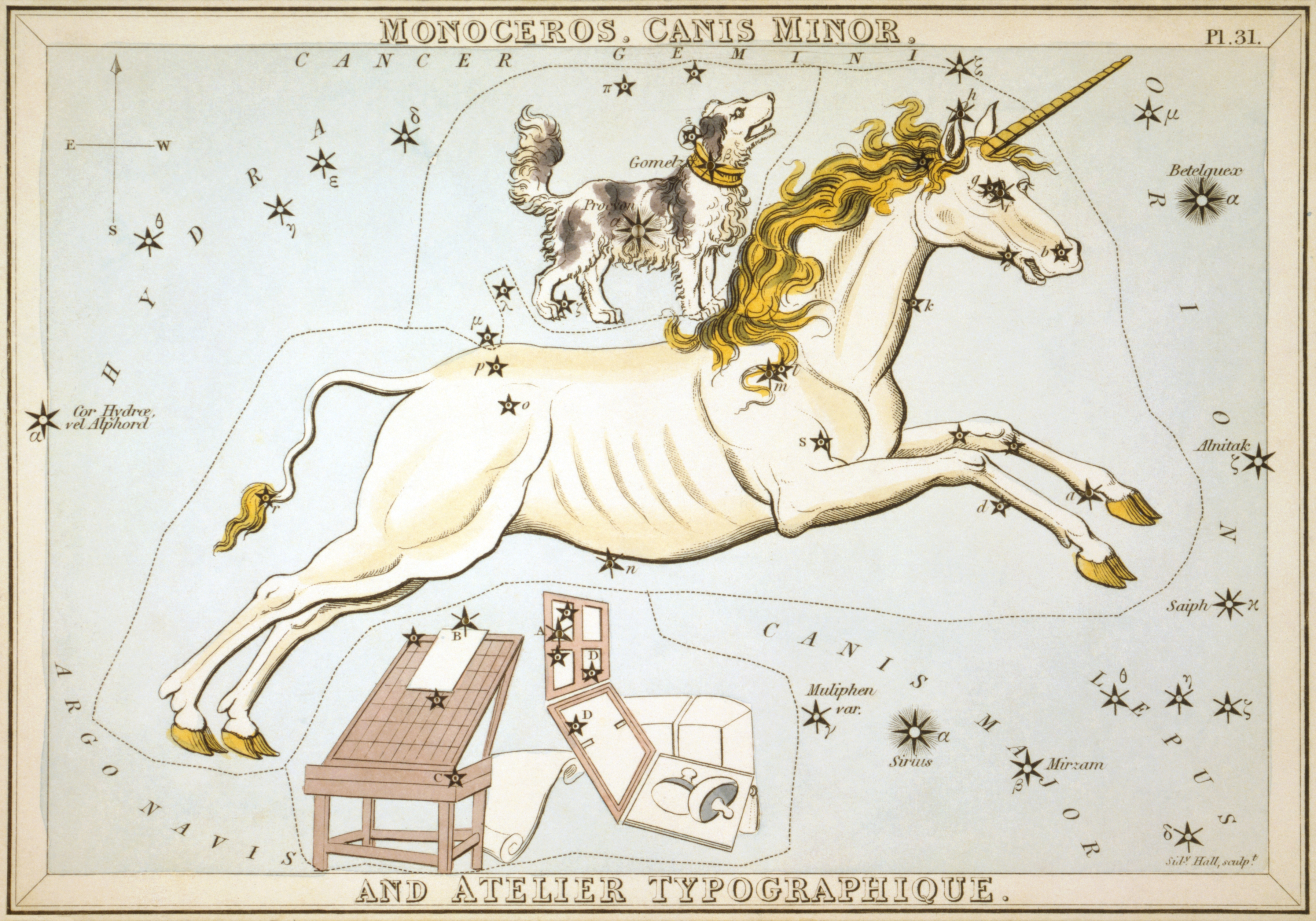
Tavola 31: Unicorno, Cane Minore e Officina Tipografica
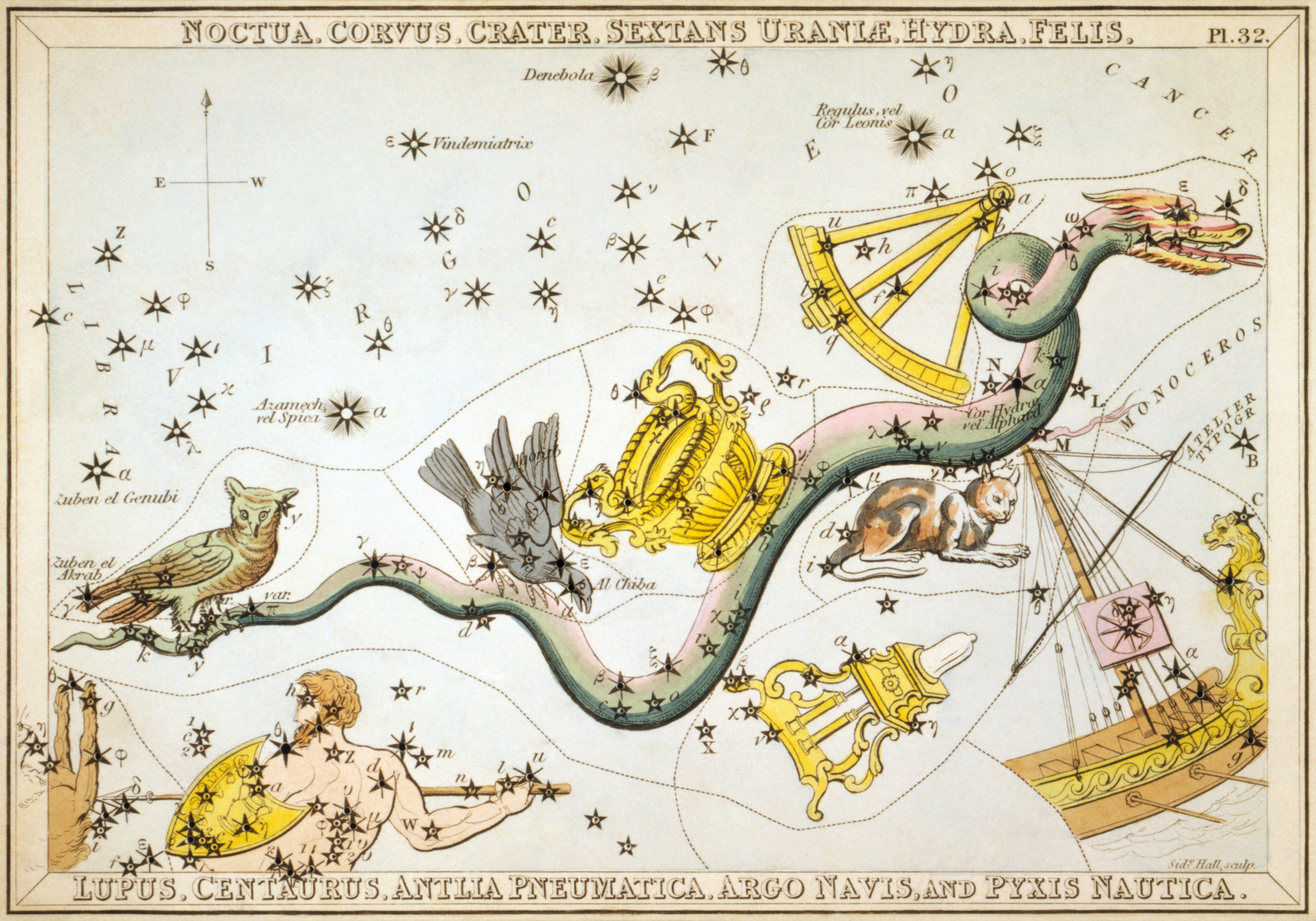
Tavola 32: Civetta, Corvo, Cratere, Sestante di Urania, Idra, Gatto, Lupo, Centauro, Macchina Pneumatica, Nave Argo e Bussola Nautica

## Costellazioni raffigurate
Le costellazioni raffigurate, nell'ordine in cui compaiono sulle tavole, sono:
- Dragone (Draco)
- Orsa Minore (Ursa Minor)
- Giraffa (Camelopardalis)
- Renna (Tarandus o Rangifer; obsoleta)[10]
- Custode delle Messi (Custos Messium; costellazione obsoleta, il cui nome è un gioco di parole che si riferisce al cacciatore di comete Charles Messier)[11]
- Cassiopea (Cassiopeia)
- Cefeo (Cepheus)
- Glorie di Federico (Gloria Frederici o Honores Friderici; obsoleta, commemorava Federico il Grande)[12]
- Andromeda (Andromeda)
- Triangoli (Triangula)
- Perseo (Perseus)
- Auriga (Auriga)
- Lince (Lynx)
- Telescopio di Herschel (Telescopium Herschilii; obsoleta, commemorava lo strumento di William Herschel)[13]
- Orsa Maggiore (Ursa Major)
- Boote (Boötes)
- Cani da Caccia (Canes Venatici)
- Chioma di Berenice (Coma Berenices)
- Quadrante Murale (Quadrans Muralis; obsoleta, creata da Lalande per commemorare il quadrante a muro che lui e suo nipote utilizzavano per misurare la posizione delle stelle)[14]
- Ercole (Hercules)
- Corona Boreale (Corona Borealis)
- Toro di Poniatowski (Taurus Poniatowski o Taurus Poniatovii; obsoleta, rappresentava il toro presente sullo stemma del re Stanislao Augusto Poniatowski)[15]
- Serpentario (Serpentarius; antico nome dell'Ofiuco)[2]
- Scudo di Sobieski (Scutum Sobiesky; nome completo della costellazione dello Scudo, che commemora lo scudo del re Giovanni III Sobieski)[16]

- Serpente (Serpens)
- Delfino (Delphinus)
- Freccia (Sagitta)
- Aquila (Aquila)
- Antinoo (Antinous; obsoleta, raffigurava Antinoo, amante dell'imperatore romano Adriano)[17]
- Lucertola (Lacerta)
- Cigno (Cygnus)
- Lira (Lyra)
- Volpetta e Oca (Vulpecula and Anser; versione leggermente anglicizzata del nome completo della costellazione)[18]
- Pegaso (Pegasus)
- Cavallino (Equuleus)
- Ariete (Aries)
- Mosca Boreale (Musca Borealis; obsoleta, da non confondere con la moderna costellazione australe della Mosca)[19]
- Toro (Taurus)
- Gemelli (Gemini)
- Cancro (Cancer)
- Leone Maggiore (Leo Major; oggi noto come Leone)
- Leone Minore (Leo Minor)
- Vergine (Virgo)
- Bilancia (Libra)
- Scorpione (Scorpio)
- Sagittario (Sagittarius)
- Corona Australe (Corona Australis)
- Microscopio (Microscopium)
- Telescopio (Telescopium)
- Capricorno (Capricornus)
- Acquario (Aquarius)
- Pesce Australe (Piscis Australis o Piscis Austrinus)

- Mongolfiera (Ballon Aerostatique o Globus Aerostaticus; obsoleta, commemora il pallone dei fratelli Montgolfier)[20]
- Pesci (Pisces)
- Salterio di Giorgio (Psalterium Georgii o Harpa Georgii; obsoleta, l'arpa di re Giorgio II del Regno Unito)[21]
- Fiume Eridano (Fluvius Eridanus; antico nome dell'Eridano)[22]
- Balena (Cetus)
- Studio dello Scultore (Officina Sculptoris; oggi nota come Scultore)
- Fornace Chimica (Fornax Chemica; nome completo della Fornace)
- Macchina Elettrica (Machina Electrica; obsoleta, raffigurava un generatore elettrostatico)[23]
- Orione (Orion)
- Cane Maggiore (Canis Major)
- Lepre (Lepus)
- Colomba di Noè (Columba Noachi; nome completo della Colomba)[24]
- Bulino dello Scultore (Cela Sculptoris; oggi nota come Bulino)[2]
- Unicorno (Monoceros)
- Cane Minore (Canis Minor)
- Officina Tipografica (Atelier Typographique; obsoleta, rappresentava la stamperia di Gutenberg)[25]
- Civetta (Noctua; obsoleta, rimpiazzava l'altrettanto obsoleta costellazione del Tordo Solitario)[26]
- Corvo (Corvus)
- Cratere (Crater)
- Sestante di Urania (Sextans Uraniae; nome originario del Sestante)[27]
- Idra (Hydra)
- Gatto (Felis; obsoleta)[28]
- Lupo (Lupus)
- Centauro (Centaurus)
- Macchina Pneumatica (Antlia Pneumatica; oggi accorciata in Antlia)[29]
- Nave Argo (Argo Navis; obsoleta, oggi suddivisa in Carena, Vele e Poppa)[30]
- Bussola Nautica (Pyxis Nautica; nome completo della Bussola)[31]

Inoltre, sono raffigurati anche il Monte Menalo (Mons Mænalus) sotto i piedi di Boote, la Testa di Medusa (Caput Medusæ) come parte di Perseo e Cerbero (Cerberus) mostrato con Ercole.